# 若おかみは小学生!
『若おかみは小学生！』（わかおかみはしょうがくせい）は、令丈ヒロ子による児童文学シリーズ。講談社青い鳥文庫から刊行されており、300万部以上の売り上げを記録している。2013年7月までに全20巻が刊行されて、完結している。イラストは亜沙美。サブタイトルは「花の湯温泉ストーリー」。
同じく講談社の少女漫画雑誌『なかよし』で漫画化作品も掲載されている。作画はおおうちえいこ。単行本は全7巻が刊行されている。
このシリーズと同じ作・令丈ヒロ子、イラスト・亜沙美による青い鳥文庫収録の作品「温泉アイドルは小学生!」シリーズおよびその続編の「アイドル・ことまり!」シリーズは、世界観を共通とする、いわゆるクロスオーバー作品である。

## 概要
両親を亡くした小学6年生の少女・おっここと関織子が、祖母が女将を勤める温泉旅館に移り住み、跡取りの若おかみとして旅館の仕事を手伝う生活が描かれる。初めは失敗しながらの修業だったが、祖母の手助けをしたいという気持ちを持ち、様々な顧客と触れ合っていくに従い若おかみとしての自覚を持つようになったおっこが、次第に春の屋を大きくするという夢を持つようになり、様々な経験を経て大きく成長していく、という物語である。おっこの友人として、幽霊のウリ坊ら超自然的存在が登場するファンタジー要素も含まれる。
基本的には1話（1巻）完結型だが、寺子屋の同窓会エピソードや思い出接客のエピソードなど、2巻以上に渡って続くこともある。事件として続かない場合でも本編のラストは、当巻の本編に関わりの少ない次巻の中心人物が先行して登場したり、次巻描かれるイベントの端緒が描かれるなど、次巻への引きで終わる、いわゆるクリフハンガーとなっている巻が多い。
おっこは小学生であるが、休日や長期休みに稼働する旅館の話や、休日に行われるデートなど春の屋旅館を離れてのイベントの話、そして現実とは別の時間が流れている魔界での話がメインのため、学校の場面は、転校後おっこがよりこや"ピンふり"こと真月に出会う（1巻）、夏休み明けにおっこが付き合っている相手に関して問い詰められる（7巻）、血液型と相性に関する話で盛り上がる（9巻）、チョコに関する重大情報を伝えそこねて授業中にやきもきしたり、伝達に協力してくれた美陽が消えて不安になる（18巻）、卒業式が行われる（20巻）などわずかである。また、話の流れとしては、1巻から7巻までは、春の屋旅館を訪れる"困った客"をおっこが接客する、8巻から10巻までは、春の屋旅館を離れておっこが活躍する、11巻からは鈴鬼の対人関係や所持アイテム関連で騒動が巻き起こる、特に16巻からはおっこが魔界で活躍する、という話が主体である。

## あらすじ
1巻
小学校6年生の元気な女の子・おっここと関織子は、突如、交通事故で両親を亡くし、温泉旅館・春の屋を営む祖母・峰子に引き取られることになる。しかし春の屋には、幽霊のウリ坊こと立売誠が住み着いていた。ウリ坊は峰子の幼馴染で、峰子のために、なんとかおっこを春の屋の後継ぎにしようとする。このウリ坊の懇願への対応が、ユーレイの見えない周囲には旅館の手伝い立候補に聞こえた上、その後接客中に倒れた峰子の代わりをやれると公言したことで、おっこは春の屋旅館の若おかみとして修業することになってしまう。
おっこは仲居のエツコさんにおかみとしての所作を学ぶものの、慣れない着物での行動と、思ったよりも複雑だった来客対応に戸惑う。独断で始めたサービスが裏目にでてしまったり、運ぼうとした誕生日の特別料理を転んで落としてしまったりとうまくいかないおっこだったが、お詫びに作った誕生日ケーキの代わりのフルーツプリンで少しだけ挽回する。そんな中、最初の転機となったのは、おっこ最初の接客となった神田幸水・あかね親子だった。神田あかねは母親を亡くしており、もともと身体が弱かったこともあって、頑張る気力を無くしていた。おっこは"ピンふり"こと秋野真月も参加する花の湯温泉名物菓子コンテストに参加し、神田親子の試食や板前の康さんにも助けられつつ"露天風呂プリン"を開発して、特別賞である秋好賞を受賞し、それを見たあかねも気力を取り戻す。
2巻
6月。神田幸水の紹介で、雑誌の旅館紹介記事「美・旅館」の執筆をしている藤堂太郎が、そして中島まやとその母の親子が春の屋旅館にやってくる。藤堂はその前まで秋好旅館に滞在しており、おっこはそれに負けず高評価を得ようと張り切るが、案内した部屋の床の間にある花が散っていたり、まやが食事を食べられずにトラブルになるなど気が気でない。しかし、まやが食事を食べなかった理由が母に似ず太っていることにあると気がついたおっこは"一日若おかみ体験"と称して自分の手伝いをさせ、池月よりこの兄に女性向けヘルシーメニュー"美・メニュー"を考えてもらい、まやが気兼ねなく食事できるよう奮闘する。藤堂太郎も面白がって"一日若おかみ体験"に参加し、峰子も生花やちぎり絵の講習などで"若おかみ体験"をフォローした結果、春の屋旅館は記事の掲載されている"週刊ウエイブ"に好意的に取り上げられることになる。記事に掲載する写真を選ぼうとアルバムを見ていた時、おっこは過去の峰子やウリ坊の写真を発見し、ウリ坊と峰子がかつて両思いだったこと、峰子が引っ越してすぐにウリ坊が死んでしまったこと、源蔵とおっこの祖父と峰子との過去の出来事などを知る。週刊ウエイブに記事が掲載された効果はすさまじく、春の屋旅館は多くの予約客で混雑するが、風呂場や玄関が散らかるなど謎のイタズラも増える。そのイタズラの主は真月の姉のユーレイ、美陽で、おっこは美陽が秋好旅館で誰にも気づかれず寂しい思いをしていることに気が付き、手伝いを条件に春の屋旅館への滞在を許す。
3巻
7月の夏休み初日、春の屋旅館にやってきた長身、長髪で全身黒ずくめの美青年、三木創太。来て早々から春の屋旅館の面々を褒めまくり、すっかり皆をいい気分にさせていたが、実は「旅館はホテルより劣っている」が持論のホテル・ミキチェーンの御曹司だった。彼は父親であるホテル・ミキの社長から旅館の長所を学ぶよう言われ、"週刊ウエイブ"を見て父親が気にかけていた春の屋旅館に大学の休みを利用して訪れたのだが、持論が変わることはなかった。特に"客が来てから仲居が布団の上げ下ろしをする"という旅館特有の欠点を指摘されたおっこは、和洋室がある秋好旅館を挙げて反論する。三木に一目惚れした真月は和洋室をはじめ、カラオケバー、ゲームコーナーなどを案内するが、"表面的なところだけホテルを真似しているだけで騒々しいだけ"と欠点を指摘され、言葉を失う。そのころ、春の屋に家での食事に不満のある稲田老人とその孫で大浴場や露天風呂を苦手とするえりかがやってくる。稲田老人の突然のわがままに当惑するえりかを、一目惚れした三木が説得し2人は宿泊することになり、おっこは真月に協力を求める。秋野家の図書室から"360キロカロリーへの挑戦"という本を借り、稲田老人には食事制限の中でも満足感をある食事を提供し、好評を得る。三木の好みに合わせストレートヘアに白の清楚な服に着替え春の屋旅館に現れた真月の協力の下、ロウソクやクリスマス用イルミネーション等で楽しげな演出のある露天風呂をおっこは提供し、えりかも温泉を見直す。翌朝、真月は三木に対しえりかに告白するように促し、三木は告白するも断られてしまう。皆が帰った後、おっこが"自分がもっときれいであったら"と母親の形見の紅水晶を身につけると、ウリ坊ら幽霊はその紅水晶から出る光にたじろいで逃げ出してしまい、おっこは紅水晶に秘められた力の謎を不思議に思う。
4巻
春の屋に飛び込みで泊まった間山友子18歳の正体は、芸能人、馬渕なるか12歳だった。逡巡がありながらも一泊の宿を了承した春の屋に、なるかはおっこを世話係に指名し、こき使う。ついに春の屋では対応できないサービスが求められるにあたっておっこは真月の助けを求め、真月は秋好旅館のサービスでそれに応えるが、大浴場になるかが入浴したのが見つかったことで、公には急病で入院しているはずのなるかを探しにTVレポーターが花の湯温泉を徘徊するほどの大騒ぎになる。その後なるかのもとを訪ねてきたなるかのマネージャーの正体は、なるかの母だった。なるかは、自分が母の夢の実現の犠牲になっていると感じて現場から逃げ出していたのだ。春の屋の夕食にほとんど手をつけられなかったなるかのために、なるかの母は娘の好む料理を手作りし、おっこの説得もあって2人は露天風呂で、ひさしぶりに母と娘として対話し、わだかまりをとかす。翌日TVレポーターに囲まれたなるかは素直な反省の弁を述べ、春の屋旅館を褒めて去る。騒動の最中何かと使われていた紅水晶について峰子から由来を聞いたおっこが渡し主に詳しい話を聞こうと外出したところ、謎の男が現れる。
5巻
謎の霊媒師、藍竜が「春の屋に災いを起こす悪いものが住み着いている」と除霊を申し出る。ウリ坊や美陽の除霊を恐れたおっこは紅水晶の渡し主で秋好旅館のオーナーである源蔵に相談する。その少し前から春の屋に泊まりに来ていた客は猫を無断で同泊させる通称"ねこ湯おばさん"と、動物の毛アレルギーのある女性で、"ねこ湯おばさん"の正体がわかって春の屋は大騒ぎになる。源蔵のおかげもあって宿泊客をすべて秋好旅館に移し、除霊の始まった春の屋に住み着いていたのは小鬼・鈴鬼だった。おっこは鈴鬼の面倒もみることを宣言し、藍竜は源蔵がかつて修行した寺に向かう。藍竜が去った後、おっこはコンビニでウリ坊そっくりの少年と出会う。
6巻
ウリ坊そっくりの少年は、ウリ坊の弟の孫、ウリケンだった。梅の香神社の梅の木に野宿していたウリケンをおっこは春の屋旅館に連れて行く。同じ頃宿泊していた占い師・グローリー水領はおっこに「身近にずっと前からおっこを思う男の子がいる」と指摘する。親友のよりこはそれが同級生で梅の香神社の息子の鳥居くん(澄川静志郎)ではないかと指摘するが、おっこが紅水晶に尋ねたところ、ウリケンに関して反応が返ってくる。ウリケンは祖父が読んでいた雑誌で紹介された春の屋旅館に興味を持って花の湯温泉にやってきたと言っていたのだが、本当の目的はその雑誌に写っていたおっこに興味があったからであった。鈴鬼やウリ坊の指摘もあり、行き違いのケンカで花の湯温泉を去ろうとしていたウリケンをおっこは美陽の力で呼び止め、2人は仲直りする。
7巻
二学期になり、おっこはよりこほか同級生女子に囲まれて鳥居くんとウリケンに関する恋愛事情について問い詰められる。真月のとりなしでその場は収まるものの、恋愛感情に疎く、自覚もないおっこにはピンと来ない。それでもメール交換のために携帯電話を買ってもらい、ウリケンとのやり取りに四苦八苦する。翌日、鳥居くんに頼まれて春の屋旅館に鳥居くん(澄川静志郎)の叔父の大学院生、桜丘宗次がやってくる。桜丘は旅館の押し付けがましいサービスを嫌っていたが、一泊し、春の屋旅館の行う、注文以上に気配りをするサービスに感動する。さらに翌日の土曜日、桜丘はおっこに「本当に好きな人がわかるテスト」を実施し、おっこが甥の静志郎に関心が無いことに気づくが、静志郎にそれを話すことはできなかった。
桜丘が元気を取り戻し、恋人と話し合うために出かけたのと入れ替わりにウリケンが花の湯温泉にやってきて、来る連休に行われる「若おかみ研修」のことを話す。それに興味を持った真月は、おっこともども参加することにする。百咲温泉のおっこの研修先は、ジャージ姿の大おかみが取り仕切り、双子の若おかみが"おばけ旅館"と称する小藤原旅館だった。
8巻
百咲温泉で行われる若おかみ研修は、真月は百咲グランドフラミンゴホテルが、おっこは小藤原旅館が研修先となる。ブライダル体験など派手な研修となった真月に対し、着物でなくジャージを着た大おかみ・虎子のいる小藤原旅館は掃除も行き届いていない寂れた旅館だった。行きがかり上のやりとりもあっておっこは旅館の掃除をこなし、仲居やおかみの娘たちとの信頼を得て、小藤原旅館がそうなった事情を知る。鈴鬼の力で急に団体客の入った小藤原旅館に、おかみの眉子や虎子もやる気を取り戻すが、そこに大規模な停電が発生する。なんとか停電を乗り切って若おかみ研修は終了する。
9巻
ウリケンが春の屋に提案した「デリバリー温泉旅館」に、春の屋の面々も興味を持つが、人手の問題で実施告知は出来そうもなかった。しかし、それを聞いたユーレイたちが「おっことウリケンを外でデートさせたい」と鈴鬼の力を使い、デリバリー注文客を探し、紫野原老人にリクエスト電話をかけさせる。紫野原老人は幼いころユーレイが友達だったことがあり、その時の約束を守るために現在はほぼ廃屋となった生家に戻っていた。ユーレイとの再会がかなわないと思ったおっこは鈴鬼のアイテムを使ってユーレイを演じるが、そこに約束をしたユーレイが本当にやってくる。そして、おっこは紫野原老人の孫、神田あかねと再会する。
10巻
神田あかねの誕生パーティーに招待されたおっこに、鈴鬼は「好きな人には好かれ、嫌いな人には嫌われる」というアイテム、魔幸水を渡す。屋敷に挨拶に来ていた真月もパーティーに参加するが、炭酸水と間違えてシャンパンを飲んだおっこは倒れてしまう。晴れ着をドレスに着替えた時に移し忘れた香水を真月とあかねが使うが、その香水は魔幸水ではなく、「正直に話をしてしまう」というアイテム、本音水だった。あかねは紫野原グループの跡継ぎになること、紫野原家の養子になることに悩んでいたが、真月のアドバイスとアイテムの効果もあって回答を宣言し、真月にも交際を申し込む。元来異性には奥手だった真月も、アイテムの効果にも助けられストレートに交際を受諾する。あかねがおっこに交際を申し込むのではないかと心配してパーティーにもぐりこんでいたウリケンも、場の流れでおっこに告白する。
11巻
鈴鬼のいる春の屋旅館に、鈴鬼の寺子屋時代の同級生2人が、同窓会の相談をしたいとやってくる。当時のNo.1美少女鬼、沙々夜化とNo.2美少女鬼、真鬼葉が春の屋旅館を相談場所としたのは、卒業式に鈴鬼に告白しそびれて引きこもりになってしまった沙々夜化が、プロポーズを受けるために鈴鬼への思いを整理するためだった。鈴鬼はやってきた沙々夜化への告白の直前に真鬼葉からそれを聞かされ、自分はもう沙々夜化を幸せにできないことをも知らされてしまう。もはや彼に出来るのは、本心を隠して、沙々夜化をふることだけだった。沙々夜化を幸せにできる男に、彼女を託すことだけだった。同窓会は春の屋旅館で行われることになる。鈴鬼が寺子屋時代に書いた"Dr.イクズスの名言集"を使っておっこは真月とあかねのケンカの解決の糸口を作り、お返しとなる真月のフォローの下、おっこはウリケンとクリスマスデートの約束をする。
12巻
おっこはクリスマスイブにウリケンのところに上京して、ウリケンの実家の近所にある遊園地でデートするが、お互いロマンチックを意識した結果、逆にぎくしゃくしてしまう。ウリケンの父が配達中に事故を起こしたため急ぎウリケンの実家に戻った二人だったが、そこにいたのはウリケンのいとこ、ひなのだった。ひなのはウリケンのデートプランを考えた張本人だが、最近家の手伝いをサボりがちなウリケンを心配し、原因がガールフレンドのワガママのせいだと思っておっこと対立する。ウリケン実家の手伝いもできず自信をなくしたおっこはグローリー水領の元に行き、アドバイスをもらって立ち直り、美陽たちの手伝いのもとクリスマスパーティーを一人で準備してひなのに見直させるが、その準備の様子をウリケンに見られてしまう。ひなの湯温泉でひなのと意気投合した後、おっこはウリケンに一晩かけてユーレイに関する事情を全て話し、ウリケンも理解する。
13巻
大晦日を毎年春の屋旅館で過ごす伴が今年も春の屋旅館にやってきた。伴の自慢は養鶏場で育てている烏骨鶏で、おっこはその卵を分けてもらい、友達におすそ分けに行くが、その卵を食べた友人たちの様子がおかしくなる。実はその卵は鈴鬼が偽名を使って伴に育てさせている魔骨鶏の卵で、食べるとその人の裏の性格・黒性格が出てしまうという性質を持っていた。押しの強くなった鳥居くん、全く元気のなくなったよりこ、ずぼらでぐうたらになった真月、和のものに興味を持ち出したあかねをなんとか復活させたおっこだが、今度はおっこが魔骨鶏の卵を食べてしまう。黒性格である、おじいちゃんコンプレックスをだして甘えん坊になったおっこは、「若おかみをやめたい」とワガママを言って祖母に平手打ちされる。年越し寸前に目を覚ましたおっこは、祖母もまた若い頃のおかみ時代に苦労していたことを聞くのだったが、そのころ、鈴鬼の住み家である鈴が割れてしまう。
スペシャル おっこのTAIWANおかみ修業!
秋の連休に、おっこはコンビニ中華まんのクジで当たった台湾旅行に行こうとするが、春の屋旅館の面々は旅館が忙しくて付き添えない。同じ時期に台湾へのビジネス旅行を計画していた真月に相談すると、セレブ修業なら付き合う、と言われてクジでの旅行はキャンセル、源蔵を伴った3人でのファーストクラスでの台湾旅行となる。初日、台湾での温泉の入り方やおかみがいないことなど日本の温泉との違いにおっこは少し戸惑うものの、リゾートを満喫する。翌日、真月たちの仕事先である蝶来リゾートスパで出迎えてくれていた林瑞玲のお願いにより、おっこは瑞玲の実家でもある北桃温泉に唯一残った日本式温泉旅館「松翠園」を訪ね、瑞玲の妹で霊感のある林佳鈴と出会う。鈴鬼の持っていた翻訳アイテム"吹き替え魔石"で会話の出来るようになった2人は、かたや温泉、かたやマンガと興味の向く先は違うものの意気投合する。松翠園は瑞玲の叔父・蔡によってリゾートスパに改装されようとしており、瑞玲は反対するものの利益を出すための対案が出せずにいた。3日目、おっこは美陽と協力して蔡の眼の前でポルターガイスト現象を起こし、改装の日延べには成功するものの、心霊スポットを探す日本のテレビ局員に目をつけられたり佳鈴と仲違いするなど面倒を増やしてしまう。しかし、ウリ坊の助言もあり、なんとか問題は解決する。おっこは蔡、瑞玲、佳鈴に春の屋旅館のおもてなしについて語り、皆と台湾だからこそできるおもてなしについて話し合った結果、瑞玲だけでなく佳鈴も松翠園を愛していることを指摘する。そして、松翠園は、リゾートスパへの改装ではなく、美人姉妹おかみが出迎えることを目玉にしたリニューアルを目指すこととなった。佳鈴の描くマンガもwebやポスターなどに展開されることとなる。その後、北桃温泉博物館でおっこと佳鈴は今の時代だからこそ温泉で2人が会えたことに気が付き、翌日、おっこは佳鈴と瑞玲と、今度は日本で会いたいと日本式、台湾式の指切りで約束して帰国する。
14巻
鈴鬼が住み家を失い、魔界に連れ戻されるのではないかと案じたおっこは、魔界へのポイント稼ぎのために、子魔鬼寺子屋の同窓会を本気で開催することにする。新しい幹事、死似可美を加えて打ち合わせを始めるが、打ち合わせは遅々として進まない。また、おっこはよりこから同級生たちが進学、上京など単に家業を継ぐに留まらない夢を実現しようとしていることを聞く。おっこは今までそんなことを皆が話していることを知らなかったことと、今まで住んでいた東京と同様に花の湯温泉の皆も同じではいられないことを思ってショックを受けるが、タイミングよくかかってきたウリケンの電話によるアドバイスで元気を取り戻す。その日春の屋旅館の"やまぶきの間"でトラブルが発生する。エビアレルギーの出水が、エビ対策をした食べ物にエビが入っていると勘違いしてアレルギー様の症状を起こし、陸谷がクレームをつけたのだ。その場は別の料理を作ることで収まりつつも、陸谷の怒りは収まったようにみえない。露天風呂に入ったまま出てこない陸谷に、おっこが出水から教わった焼きそばの話をすると、陸谷は自分が実はエビが大好物であることと、それよりも出水と同じものを食べたかったことを話す。康さんが焼きそばに"えびもどき"を入れたものを作り、それを食べて陸谷と出水は仲直りする。魔界同窓会の打ち合わせも無事終わり、いよいよ同窓会が始まる。
15巻
子魔鬼寺子屋の卒業生が春の屋旅館に集まり、同窓会が始まる。集まった魔物たちに死似可美は人間界での注意を延々と話して皆を飽きさせるが、リーダー格の火龍魔のフォローもあって当初の計画"春の屋旅館からは外に出ない"が、"幹事の同行があれば外に出てもいい"に緩められ、魔物たちは花の湯温泉を楽しむ。同窓会は個々の希望に合わせた料理と、魔界の役所から借りてきた"思い出拡大機"を見ることで盛り上がり、スペシャルゲストとして呼ばれた恩師、黒陽先生による鈴鬼への卒業証書授与でほぼ成功に近づく。ところが、おつかいで春の屋に来た真月と出会った数名の魔物たちは真月のファッションセンスとサービスマインドに強く興味を持ち、魔物の事情を知らない峰子の後押しもあって、幹事の同行なしで秋好旅館に遊びにいってしまう。あわてて幹事を呼ぼうとしたおっこだが、間に合わず事件が起こってしまう。ドレスのデザイン画をおみやげにするとの真月の言葉に感激した鬼花火が、思わず"浴びた者のうちに留まり、その者を影にして存在を失わせてしまう"火炎、影龍火炎を発してしまい、それが事故で真月に命中してしまったのだ。黒陽先生が手を尽くしても対処のできない事態に、おっこは死似可美と鈴鬼と共に、魔界の上層部に時間の巻き戻しを頼みに、魔界に出発することになる。
16巻
身代わりの保たれる夜明け前までに真月を助けるため、おっこは魔界に出発する。乗り物が当初おっこの想像した飛行機のファーストクラスから、乗り慣れた高速バスのような形態に変化しつつ、おっこらは魔界に到着する。魔界はおっこの想像により、花の湯温泉そっくりの姿になっていた。魔界でよりこそっくりの魔物にそそのかされ、春の屋旅館そっくりの魔瑠の屋旅館で魅入られているところを死似可美と鈴鬼に助けられるが、副作用でひどく内気になってしまう。グローリー水領に似た占い師、黒瓜のおかげでおっこは元のおっこに戻り、魔界の会長のはからいから魔界の露天風呂で母に再会し、さらに元気づけられる。その後おっこは秋好旅館そっくりの魔界怖庁で鈴鬼の父でもある会長に会う。同窓会の責任を取って魔界と人間界の交流がなくなり、真月も助からないことになりそうになったところをおっこと鈴鬼の機転で逆転させ、魔界に人間界への旅行代理店を作ること、真月が被害を受ける前に時間を巻き戻すことが実現する。
17巻
冬休みも終わりに近づいたある日、鈴鬼が社長となった観光事業の一環として、魔界で温泉旅館を開くという話が持ち上がり、おっこは試しに作られた魔界の温泉旅館「仮魔屋旅館」で一週間限定のおかみとして働くことになる。一瞬でなんでも思い通りの設計が実現する魔界で個性的な旅館を作りつつ、ユーレイも入れる別館の温泉を用意し、魔界アイテム・呑メモや噛ファイルで物事をすぐ覚える獲通子はじめ女子魔物の仲居たちを働かせ、死似可美との経営会議で方針を決めるなど、魔界の温泉おかみとしてテキパキ働くおっこだったが、魔界での時間を現実時間より引き伸ばす事のできる魔技・ゴム魔時間のせいで魔界でいくら働いても時間が経たなくなる、という状態になる。おりしもその日は神田あかねの母、柚木の命日で、あかねを母に再会させたいと考えたおっこは魔界の温泉旅館にウリ坊たちだけでなく柚木も招待したのだが、柚木はあかねのためにならないと断りの手紙を返す。実はおっこがテキパキ働いてしまう裏には食べ過ぎるとサービスを止められなくなる病気になってしまう「魔豆」という魔界アイテムが関連しており、おっこの体力回復のためと鈴鬼が渡した菓子袋「どれだけ？魔菓子袋ゴールド」に入っていたお菓子にはその魔豆が含まれていた。真鬼葉たちは楽をしようとおっこを働かせる鈴鬼のたくらみに気が付き、美陽たちを使っておっこを魔界から帰す。魔界の接着剤で治っていた鈴で脅し、おっこは鈴鬼を温泉旅館経営をサボらないよう魔界に帰らせる。その後、仮魔屋旅館を本格的に「魔物屋旅館」として営業するようにした鈴鬼はウリ坊たちユーレイのところに戻り、ウリ坊と美陽の魂の成熟が近づいていること、おっこの魂の解凍が進んでいることを告げる。
18巻
よりこの開く女子勉強会に参加したおっこはウリケンのために手作りチョコレートを作ることになり、よりこの手助けもあってチョコレートラスクを完成させる。ウリケンの誘いでうぐいす浜SPAガーデンにデートにいくおっこだったが、そこにはひなのもついてきた。温泉で、ひなのは好きな男子、花丘美津のことを相談し、おっこはウリケンに渡すはずだった手作りチョコを渡して告白するようアドバイスする。手作りチョコについていたウリケン宛のメッセージカードのせいで若干の行き違いがあったものの、無事ひなのは美津への告白を成功させる。いっぽう、ウリ坊と美陽の魂の成熟、およびおっこ自身の成長のせいで、おっこはウリ坊達が見えなくなることが増えてきていた。成長を遅らせてウリ坊たちと少しでも長く会っていたいと願うおっこは鈴鬼に相談し、鈴鬼は魔界の温泉旅館「魔瑠の屋旅館」での「思い出接客」を提案する。（思い出接客とは夢の中での接客であり、思い出接客を受けている者は、夢の中にいることになる。）
19巻
思い出接客は子魔鬼寺子屋の同窓会をやり直すことから始まる。鈴鬼と死似可美抜きでも盛り上がった同窓会のお礼に、真鬼葉は改良された思い出拡大機を置いていき、以前にトラブルになった陸谷・出水の2人をその思い出拡大機で満足させる。伴、紫野原老人が同時にやってきておっこは途方に暮れるが、小藤原旅館の双子がヘルプに入り伴を満足させる。紫野原老人も完璧に満足させようとしたおっこは台湾から林佳鈴を呼び出す。黒陽先生の心配からやってきた黒瓜は佳鈴の描いたマンガを使って占いを行い、紫野原老人の願いが本人の自覚はないが叶うことを示して満足させる。おっこの願いはウリ坊たちと出会ったおよそ1年前に若返るということであり、鈴鬼は満足した人間の客が出す満足蝶を集めれば叶うとして接客をさせていた。しかし満足蝶を集めることは、本当にごくわずかながら、人間の生きる力を削り取ることになる、魔界のおきて破りの技だった。
20巻
おきて破りの責任を問われ、鈴鬼は魔界での仕事を失い、単独での人間界訪問も禁止される。おっこは満足蝶を集めることはやめつつも、死似可美の提案で佳鈴と共に、その後も来客する過去の訪問者相手の思い出接客を続ける。なるかは桜丘らと会話で楽しみ、桜丘はグローリーの占いに現在の恋人との仲への指針を見る。グローリーはおっこを占うことはせず、しかし別れを恐れるおっこにアドバイスをし、ブレスレットを託す。三木、えりか、稲田老人、藤堂、まやが訪問し、三木とえりかは改めて意気投合する。藤堂とまやをみておっこは"一日若おかみ体験"のことを思い出し、自分が"若おかみもどき"であったことが恥ずかしくなる。佳鈴も去った後にやって来た、思い出接客最後の客は、過去のおっこ自身であった。両親が亡くなった後、春の屋旅館に来る前の日の落ち着かない"おっこちゃん"を見て、おっこは自分が成長したこと、成長する前に戻るわけにはいかないことを確信する。ウリ坊らとの別れを決意し、霊界通信力がなくなる直前、おっこはウリ坊らに、自分のすぐ近くに生まれ変わってほしいと願う。小学校卒業式の朝、卒業祝いであるお菓子の花束を持ってきたウリケンに対し、ウリ坊らが既に見えなくなってしまったおっこは胸にすがって泣くが、その姿を周囲は花束をもらって感動する長距離恋愛カップルのものと見る。しかし、美陽らは別れの日をおっこの卒業式の日まで延ばしてもらい、おっこの卒業式を見届けていた。そこには死似可美と、死似可美の願い出がかないアルバイトとして働く鈴鬼の姿もあった。

## 登場人物
担当声優は特に記載がない限りはテレビアニメ版・劇場アニメ版共通のキャスト。

### 主人公
関織子（せき おりこ） / おっこ
声 - 小林星蘭
本作の主人公。12歳。小学6年生。明るく元気で、勉強よりも旅館の仕事の方が好きな活発な女の子。交通事故で間一髪死にかけたのをきっかけに、幽霊や魔物が見え、彼らと話せる能力（作中では「霊界通信力」と呼ばれる）を得る。
両親には亡くなる前から年の割にはしっかりしていると言われていたが、両親を交通事故で一度に亡くしても、めげずに逞しく生きている。5月のあたたかい日に春の屋旅館に引っ越してきて、転校4日目から現在まで春の屋で若おかみ修業中。褒められたり熱くなったりして一つのことに夢中になるとほかのものが見えなくなることもあるが、いつも客のために一生懸命で、難しい客でも正面から向き合い真剣に考えることができる。どんなお客相手でも、昔からの親友のようにすぐに仲良くなれ、客に喜んでもらうのが何よりも楽しいと思っている。地声が大きく、誰にでも積極的に話しかけるため、男子にも女子にも人気があり、友達も多い。しかし極端に鈍く、世間知らずな面もある。思ったことをすぐ口に出すタイプだが、長い時間の考え事は苦手で、たくさん考えると、そもそも何を考えていたかわからなくなってしまう。夢は、思い出の詰まっている現在の春の屋旅館を本館として残しつつ、はなれに別館を建てて春の屋を大きくすること。
愛称の"おっこ"を命名したのは織子の父親で、もともとは織子が小さい頃あまりに悪さをすることから母親が"おにっこちゃん"と呼んでいたのを聞き違えて広めたところから来ている。そのため、織子のことを"おっこ"と呼ぶのは父親の周囲で"おっこ"呼びをよく聞いていた祖母や近所の人であり、母親だけは一貫して"おにっこ"と呼んでいたほか、現在のクラスメイトや友達の中にも"おっこ"呼びをしていない人もそれなりにいる。母の形見である紅水晶を大切にしている。夏休みの終わり頃から、ウリケンとなんとなく付き合っている感じになっている。実は人間離れした生命力の持ち主であり、普通の人ならだんだん弱ってしまうユーレイや魔物との交流にも特に影響がなく、生命力を奪う魔物のそばにいても空腹になるくらい。
普段はショートカットだが、着物を着るときはお団子型に結う。着物はもともと自力では着られず、最初におばあちゃんに着付けてもらったときは電信柱に手足だけついているようなヘンな感じだったが、ひと月ほどでなんとか自分で着られるようになり、夏休みの終わり頃には真月からほめられるほど着こなせるようになった。機械類が苦手で、現代の小学生にして携帯電話やパソコンもろくに扱えず、長音のないメールを書いたり、メールの送信に失敗してトラブルになったりしていたが、ケータイで絵文字を送れるくらいにはなった。ウリ坊曰く、ひどい音痴で、おっこ自身も一人で風呂に入っているときはともかく、人前では歌えないとわかっている。5月31日生まれ。血液型O型。好きな食べ物は大福、芋ごまもち、玉子焼き。好きな色はブルー、黄色。好きな花はひまわり、コスモス。得意科目は給食で、元気もりもりうどんという、ソーセージと白菜キムチと野菜のたっぷり入ったスタミナ重視のうどんが一番好きなメニュー。漫画版では、体育が得意と変更されている。物事を考える際は5分おきに甘いものを補給する。真月（後述）曰く「貧乏くじ体質」で、運と要領がよくない。

### 春の屋旅館
関峰子（せき みねこ） / おばあちゃん
声 - 一龍斎春水、花澤香菜（劇場アニメ・少女時代）
春の屋旅館を一人で切り盛りする、唯一の肉親でしっかりとしたおっこの母方の祖母。70歳。気配りがよく自分にも他人にも厳しい性格。
真っ白な髪のうち前髪を一房だけあわい紫に染めている。さらに、若い頃は青色の着物を着ていたが、年をとってからは藤色など紫系の着物を着ていることが多く、紫をシンボルカラーとしている。常にシャキッとしており、かっこいい印象がある。喫煙者。
若い頃はかなりの美人で、源蔵に想いを寄せられていたが、3年前に亡くなった大蔵を選んで振ってしまった。しかし、現在も彼とは仲が良い。ウリ坊の初恋の相手で、彼女もウリ坊に恋心を寄せていたが、引越しのために離れ離れになってしまい、結局結ばれることはなかった。実は、ウリ坊が死んでしまったことを知らない。
作中で自分から口に出すことは無かったが、実は夫・大蔵の生前から、孫娘のおっこに春の屋を継いで欲しいと願っていた。
以前は大阪に住んでいたため、若干その気質が残っている。年寄りながら携帯電話をすぐに使いこなすなど、IT関係にも明るい。血液型はA型。好きな色は紫。
田島エツ子（たじま エツこ） / エツコさん
声 - 一龍斎貞友
春の屋で働くベテラン仲居。感動しやすく涙もろい。
おっこのことも可愛がっている。昔は美容師見習いだった。おっこに、若おかみとしての礼儀作法を伝授した人物。息子と、リカコという大学生の娘がおり、特にリカコはおっこが秋の連休中やクリスマスイブに出かけるときなどに、バイトの仲居として春の屋で働いている。血液型O型。
蓑田康之介（みのだ こうのすけ） / 康さん
声 - てらそままさき
春の屋で働く昔気質の料理人。情に厚いが普段は沈着なところもある。おっこのことを「おじょうさん」と呼ぶ。おっこ曰く、花の湯温泉一の腕前の料理人。
低カロリーと言われても洋風の料理を思いつかないほどに和食が得意料理だが、池月としお（後述）が提案した"美・メニュー"を取り入れたり、本を基に低カロリーでも満足感ある献立を作るなど料理に対する姿勢は柔軟。露天風呂に入っている女性におっこがサービスするざくろジュースやおっこが開発した"露天風呂プリン"など、春の屋の宿泊者へのサービスとして描かれる主な料理、デザートは康さんが作っている。
大学生の孫娘がいる。血液型AB型。

### 春の屋に住む幽霊・魔物
立売誠（たてうり まこと） / ウリ坊
声 - 松田颯水
姿は12歳だが、中身は70代の幽霊。春の屋に住み着く3人の幽霊、魔物のリーダー的存在。おっこの良き理解者で、本名は立売誠。関西弁と、色黒の肌が特徴的。反っ歯。峰子の幼馴染で、屋根から落ちた峰子を助けた命の恩人であり、峰子の初恋の相手でもある。男の子らしく、明るい性格。
峰子とは両想いであったが、峰子の引越しと自身の死が原因で、峰子との恋が成就しなかった辛い過去を持つ。しかし、おっこと峰子の少女時代の姿を重ねており、幼い頃からのおっこを大切に見守っている存在。峰子が引越していなくなった後、心残りから屋根に上り、そこから転落して死亡してしまう。ただ、高いところに登るのは得意であり、落ちてしまったのは死亡したその時だけであった。幽霊になってからの特殊能力として、幻を見せるという能力と、人、もしくは人の一部に乗り移って動かすことの出来る能力を身に付けており、前者の能力では真月の顔に落書きをしたり、峰子との思い出の場所である"ひみつの花の丘"を美しく再現したりしている。また、後者の能力ではおっこを交通事故から救ったり、やけどの治療で一時的に麻痺した腕を動かしたり、木から落ちたウリケンの体勢を整えたりしている。自分の親戚であるウリケンとおっこのことを一番応援している。（ただし一方で、おっこが若おかみにならざるを得なくなった、最大の原因でもある。それは彼の、峰子への想いから出たものだった）
4月生まれ。血液型B型。生前好きだった食べ物はおにぎり。好きな色は黒。好きだった科目は、体育と図画工作らしい。花の湯温泉での生まれ変わりを願ったあと、魔界はおっこの孫を助ける役割に生まれ変われるよう調整している。
秋野美陽（あきの みよ）
声 - 日高里菜（テレビアニメ） / 遠藤璃菜（劇場アニメ）
白い長髪の美幼女。見た目は7歳だが、生きていれば20歳近い幽霊。真月の実の姉でもある。少女漫画の主人公のようにかわいらしい顔立ちだが、ウリ坊曰く"真月がさらにきつくバージョンアップした感じ"でもある。頭脳明晰で、普段はかなりお姉さんぶっている。
生前は生まれつき体が弱く、暑さも寒さも苦手で、無理ができず頻繁に熱を出していたが、なぜ死んだのかは明らかにされていない。美陽の母は「天使みたい」と褒めたから神様が早く迎えに来てしまったのではと想像している。
クールで冷静だが、鳥居くんがおっこのことを好きだという噂を聞いたときや、あかねとおっこが許嫁になりそうになったときなど、恋愛に関する話には目を輝かせる。また、「はずした時のギャップがいいから」ということで、メガネの似合う男性が好み。
ウリ坊のように幻を見せることは出来ないが、物を自由自在に動かすことが出来る。幽霊になってその能力に気がついてからは、図書室の本を読んだり、常連の好む曲をカードに書いてリクエストに紛れ込ませたりしていたが、秋好旅館ではロビーの椅子をひっくり返したり大浴場の脱衣かごをピラミッド型に積み上げたりしても気付かれることがなかった。その後、春の屋旅館の花を散らしたりロビーや脱衣所でいたずらしたのがきっかけでおっこと知り合い、春の屋旅館に居着くようになってからは玄関のスリッパを揃えたり洗濯物を取り込むなどおっこの手伝いをさせられることもしばしば。
前述の通り真月の姉だが、真月が生まれる前に亡くなったので真月は名前を含め、生前の美陽をほとんど知らない。しかし、真月という名を考えて父母の作った命名候補リストに書き足したのは死後の美陽であり、いわば真月という名前の考案者である。おっこやウリ坊たちには生意気な態度を取ることが多いが、真月のことをとても大切に思っていたりと、妹思いなところもある。恋に奥手なおっこに対しては、服装をきちんとすること、お泊りの服装にも気を使うこと、デートの時の態度をいつもと変えることなど、同性としてアドバイスすることも多い。
9月9日生まれ。血液型A型。好きな食べ物なし。好きな色は白。生前はピンクが好きだったが、白が似合いすぎると褒めた周囲に逆らわなかったため、白以外の服を着た写真が残っていない。好きな花は芍薬。少女ながら時代劇（とくに「暴れん坊金若様!」が好き）を観ることが趣味で、国語力が高い。花の湯温泉での生まれ変わりを願ったあと、魔界はおっこの子として生まれ変われるよう調整しているしかし提示された案の内容は恋人ができない、春の屋旅館を潰す、真月と仲が悪くなるなど納得のいかないものばかりだった。
鈴鬼（すずき）
声 - 小桜エツコ
謎の多い魔物。小さな子鬼の姿をしており、見た目は気の弱そうな男の子だが、お調子者で生意気な性格で、いたずらばかりしておっこを怒らせている。藍竜（後述）が「この旅館にうごめいている、この世のものでないなにか」としたものの正体。
食いしん坊で、自分の利益のためなら何でもする。周囲にいる人間を春の屋をはじめ自分のいる旅館に呼び込む力を持っているが、その力の都合上、呼び込まれた客はだいたいがなんらかの問題を抱えている客であり、鈴鬼の登場以前も含め物語の前半でトラブルになった客は鈴鬼が呼んだ客でもある。
魔界の知り合いと連絡できる携帯電話"ボー魔フォン"をはじめ、様々な魔界のアイテムや魔界の術である魔技を持っており、おっこのために使うこともあるが、アイテムや技の副作用を故意か過失かきちんと告げずに使うことが多く、物語の後半で起きるトラブルの大半は鈴鬼のアイテムや魔技が原因である。さらに、魔界に戻って仕事を始めてからは、自分の仕事などの都合で魔界の掟をきちんと告げずにおっこを働かせており、物語の最終盤で起きるトラブルの大半も鈴鬼が原因である。つまり、この物語で一貫してトラブルメーカーとして扱われており、本編だけでなく鈴鬼を描いた短編でも信頼できない語り手役を果たしている。
自分の住みかである鈴を鳴らされると、激しく頭痛がしてしまうほか、神社に入ることができず、無理やり入ると気分が悪くなる。髪の毛がやわらかくて手ざわりがよいことから本人曰く女の子には「絹糸のスズくん」と呼ばれているらしい。身体が小さいのは種族的なものであり、人間で言えば若い大人くらいの年齢にあたり、実際に変化の術で人間に化けるときには日焼けして整った顔立ちの金髪の青年に化け、インドの王子様風の格好や毛皮の縁取りのついたマントを着た王子様風の格好をはじめ、様々なスーツ姿になっている。
魔界でも高層階級に属する、雷鬼族の名家の生まれで、天上界で役職をもらえるチャンスがあったにもかかわらず、人間界に身を落とした変わり者として魔界では有名。血液型●（くろまる）型。「Dr.イクズス」を二つ名として、恋愛についての名言集「Dr.イクズスの恋の名言集・ゴールド」を1冊だけ作っている。この「Dr.イクズス」の名は、「鈴鬼」のローマ字表記「SUZUKI」を逆さ読み（「IKUZUS」）したもので、イクズスの名はこれ以外でもたまに使っている。本名は魔幌羽（まほろば）鈴鬼。
沙々夜化に恋心を抱いており、実は沙々夜化からも想われていた。しかし、鈴鬼自身は彼女を手の届かない存在と考えており、その傷心から、卒業前に寺子屋を出てさすらいの旅に出てしまう。そのため、卒業式で告白しようとしていた沙々夜化とはすれ違いになってしまった。そして、沙々夜化と両思いだったと知った時はもう遅く、真鬼葉からつらい指摘をされてしまう。
鈴鬼が、沙々夜化の両親の恨みをかっていること。それゆえもう、沙々夜化を幸せには出来ないこと。沙々夜化と結婚すれば今以上の怒りをかうことになり、鈴鬼も沙々夜化も不幸になること。鈴鬼の家族もつらい目にあわされることを。
それを避けるためには、鈴鬼の方から沙々夜化をふる以外に無い、沙々夜化に思いを告げることも許されず、沙々夜化を幸せにできる男に彼女を託すしか無いという、そんなつらすぎる運命を、鈴鬼は背負わされることになる。
なお、著者の令丈ヒロ子は、おっこ、ウリ坊、真月、美陽のレギュラーメンバー4人を除いたなかでは、自分に性格が似ているから、という理由で、鈴鬼を一番好んでいる。

### おっこの関係者
秋野真月（あきの まつき）
声 - 水樹奈々
花の湯温泉で一番豪華な旅館・秋好旅館のひとり娘。
おっこのクラスメイトで、いつも豪華なドレスを着ている派手な女の子であり、クラスでは、その外見「ピンクのふりふり（がついたドレス）」から「ピンふり」と陰で呼ばれている、クラスの女王様。当初は同じ旅館の娘としておっこをライバル視し敵対しているように見えたが、おっこが本気で若おかみになるつもりだと聞き、実際菓子コンテストでのおっこの意気込みを見て以来、おっこが火傷した時に看護師経験のある従業員を呼んで応急処置をしたり、食事制限のある客相手のメニューを提案したり、秋好旅館の備品を使って春の屋旅館の露天風呂ライトアップに協力したり、春の屋旅館で対応できないサービスを求める客を秋好旅館のサービスで相手したり、おしゃれをどうにかしたいと悩むおっこに自分のドレスを使ってアドバイスしたり、晴れ着を着疲れたおっこのために自分のドレスを貸したり、疲れたように見えるおっこのために安眠効果のあるラベンダーのアロマオイルを渡したりと、おっこ曰く「困ったときには必ず助けてくれる、大切な人」。
髪の毛は赤く（ただしカラーイラスト及びTVアニメ、劇場版では黒髪）、目は大きくてたくさんの太いまつげに囲まれており、意志の強さを表したようなしっかりとした眉とさくらんぼ色の唇をしていて、声はいつも冷静でやや低めの、外国のお姫様のような容姿の美少女で、クラス一成績優秀。そのうえ、おっこによる源蔵からの伝言だけで突然の客の部屋割りと対応を完璧に決められるほど判断力と洞察力は鋭く、しっかり者。さらに、朝の授業前に秋好旅館の新メニューのため薬膳の勉強をするなど努力家でもある。しかし、小さい頃はずぼらで面倒くさがりで、靴も脱がず家の中に上がったり、1日中ベッドの中でマンガを読んで過ごして、母、高子（声 - さとうあい）に叱られていたこともあった。幼い頃から秋好旅館の三代目オーナーになれと言われつつ育ったが、それが大人たちの希望だけでなく、自分で決めた道であると理解している。プライドが高く少々厳しいところもあるが、努力家で真っ直ぐな性格。接客に必要だからと習っている英会話が得意で、接客が非常に手馴れており、重要な来客のときには学校を休むこともある。当初は取り巻き数人と話す、意地悪でキツい雰囲気だったが、おっこと仲良くなってからは次第に穏やかな性格になっていき、卒業式のあと秋好旅館で開催された卒業記念パーティーにはおっこをはじめクラスメイトを招待している。
美陽が亡くなってから生まれた、美陽の妹。異性に対しての評価は厳しいようだが、美陽によると、何でも口に出す性格であるが、恋愛に対しては奥手で恥ずかしがりや（恥ずかしい時に耳たぶを引っ張り、嬉しい時に指をはじく癖がある）。後に、紫野原家の誕生パーティで出会ったあかねと惹かれ合い、魔界アイテムの効果にも助けられ、一日で恋人同士になる。異常なまでの説得力の持ち主であり、美陽曰く「あたりクジ体質」。自室はピンクのシャンデリアや天蓋のついたベッドを始め、微妙にトーンの違うピンクの豪華な家具で囲まれており、ドレスはおっこの自室よりも大きいウォークインクローゼットにしまわれている。あだ名の由来ともなっている様々なドレスは、銀座で買ったブランドものもあるが、本人が「宴」や「はっきり・ジャパン!」などテーマを決めた上で出したアイデアをもとにお気に入りのデザイナーにアレンジしてもらって丁寧にオーダーメイドしたオリジナルのものが多く、素材もフランスからレースを取り寄せるなど、いい素材を使っており、裏方衣装でもスパンコールを縫い付けるなど一見派手に見えるが、行き先の名前に合わせたデザインを選んだり、急な招待にも対応できるよう衣装の入った緊急ボックスを持ち歩くなど考えられてもいる。ただし、紹介されている限りでは日本のおせち料理やパエリア、さらにはおっこの主観だが"踏んづけたいちごパック"のような、食べ物モチーフのドレスも多く含まれている。生命力はおっこに負けないくらい強く、魔物でも大変なダメージを受ける魔技を受けてもすぐにはダメージを受けなかった。魔界の占い師、黒瓜(後述)によると、真月がいなければ春の屋旅館も花の湯温泉も未来は大きく変わってしまうとのこと。
8月8日生まれ。血液型O型（ただし本人は、両親がA型なので自分もA型だと思っている）。好きな食べ物はローズヒップティー。好きな色はピンク。好きな花は情熱の赤いバラ。
神田あかね（かんだ あかね）
声 - 小松未可子
おっこと同じ歳の美少年。肌の色は抜けるように白く、髪と瞳は茶色っぽく、まつげがわっさり長い。
体が弱いことからどんなことも長続きせず、いったん行かなくなった学校も行きづらくなって不登校になり、母親の死を皆からかわいそうと言われ続けて、とうとう頑張る気力をなくしてひねくれてしまっていた。しかし、おっこが花の湯温泉名物菓子コンテストで自作の「露天風呂プリン」で入賞しようと頑張る姿を見て、自分も努力して学校に通おうという決心をする。ウリ坊の勧めでおっこが勧誘した、おっこの若おかみ修業、最初のお客。おっこと友達になり、文通していたこともある。
突然生家に戻った紫野原暁を迎えにきたときに、おっこと再会。身長をぐんと伸ばし、明るい笑顔を見せていた。祖父には甘えん坊と思われている。翌日の誕生パーティで真月と出会い、互いに一目ぼれして惹かれ合った末に恋人同士になる。あかねと真月は、秋好旅館が神田幸水一家の引き取りを申し出た際に春の屋旅館で同席しているが、お互い初見の挨拶はこのパーティーの時。紫野原家唯一の跡取りであり、勉強して跡継ぎを目指すことと紫野原家の養子となることに迷っていたが、真月の説得と魔界アイテムの効果にも助けられ、跡継ぎを目指すことは承諾しつつ、紫野原家の養子とはならないことを宣言した。
自分が、病弱で女の子にモテる容姿なのを気にしている。好きな色はオレンジ。好きな食べ物はチョコレート、パイ。趣味は、アンティークのガラス器鑑賞。勉強は得意。11月23日生まれ。血液型AB型。

### その他の花の湯温泉関係者
池月よりこ（いけづき よりこ）
声 - 社本悠
おっこの親友。池月和菓子店の娘。目はしらすのように細くたれ目。としおという兄がいる。
店の手伝いもしているが、包装をうまく折れずにしわだらけにしたり、水ようかんをケースの角にぶつけて売り物にならなくしたりとあまり役にはたっていない。転校直後から話し相手になったおっこの一番の理解者で、特に恋愛関連については、鳥居くんの活躍する写真をくれたり、クリスマスデートのための衣装をコーディネートしてもらったり、バレンタインに贈るチョコラスク作りを手伝ってもらったりと頼りになる。
ただし一方で、極端なまでの『恋バナ好き』かつ『うわさ好き』であり、それゆえの発言や行動で、周囲を振り回したり引っ掻き回すことも多い。おっこも何度か振り回されている。
自室で"勉強会"という名目でオシャレやスイーツ、恋愛の話をする女子会をたびたび開いており、クラスメイトでは向坂さんのほか、森野美容室の跡取り娘である森野さんや"おみやげのイズミ"の娘である泉水（いずみ）さんらが参加している。血液型B型。
中学校に入学したあと、所属するお菓子サークルの部長である平和（ひらかず）先輩に恋するものの、おっこに対して行われた数々のアドバイスが全く自分の役には立っていない。
澄川静志郎（すみかわ せいしろう）/ 鳥居くん（とりいくん）
声 - 小林由美子
おっこのクラスメイトで、梅の香神社の一人息子。あだ名の"鳥居くん"は、自宅に鳥居があることからきている。
真面目でしっかり者、穏やかで優しく、親切な上に文武両道で、容姿も良いため女子に人気がある。しかし天然なところがあり、人の心の機微に鈍感な欠点がある(本人はまったく自覚していなかった)。
そのせいで周囲の女子からの視線に気づかず、結果として彼女たちを傷つけることになった。おそらく同じ理由で、「ウリケンこと立売健吾がおっこの彼氏であること」にも気づかなかった。
好きな色は梅干色とウグイス色。好きな食べ物は梅干とうぐいすあんの最中。趣味は、境内の梅の木の世話と、科学雑誌を読むこと。好きな科目は理科。3月26日生まれ。血液型A型。将来は東京の神道コースのある大学に進学し、神社実習を経て父のあとをついで宮司になるつもりだが、夢は科学者と神主の両立。花の湯温泉で美人と名高い母親似であるが、人から女の子みたいに可愛いと言われ、その事で陰口を言われるのを気にしている。夜寝る前に見たい夢を思うと本当にその夢を見ることができ、おっことデートする夢をよく見ている。
おっこにときおり魔の気配がすることが気になっており、春の屋旅館に魔物が住んでいるのではないかと疑っているが、その正体がウリ坊たちだとまでは気がついていない。
おっこに好意を抱いていることをクラス内での雑談で話しており、おっこ以外の女子は「クラスのうわさは花の湯温泉のうわさ」として把握に努めている真月をはじめ、ほぼ全員がそのことを知っている。中学生になったら、もしくは卒業式の時におっこに想いを告げたいと思っており、実際卒業式の日に告白しようとした。しかし幾度となく邪魔が入った上、最後は池月よりこから「おっことウリケンは両思い」と伝えられ告白出来ずに終わる。
それでもあきらめずにチャンスを待つ決意をするが、おっこの方は「彼に、異性としての魅力を感じることが出来ず」(おっこ本人は無自覚)、彼の想いは、とうとう最後まで報われることは無かった。
向坂 麻由佳（さきさか まゆか）
声 - 亀谷理子
おっこのクラスメイト。
メガネをかけている。勉強がよくできて真面目。鳥居くんと共にずっとクラス委員をやっている。一つ歳上である中学生の先輩に片思いしていて、よりこが作った"二組の恋を成就させた"チョコラスクに興味を持つ。血液型A型。
TVアニメでは2話に登場、メガネをかけた三つ編みおさげの髪型で前述のクラス委員としての描写はないが、よりこらと共に転校したてのおっこの周りに集まっている一人として登場する。家は温泉玉子が名物の食堂を営んでいる。
森野 友菜（もりの ゆうな）
声 - 金魚わかな
おっこのクラスメイト。ストレートのロングヘアーでヘアバンドをつけている。
原作では美容室の跡取り娘とあるが、TVアニメ版2話では家は大通りのお土産屋とおっこに自己紹介する。
泉水 裕美（いずみ ひろみ）
声 - 野村麻衣子
おっこのクラスメイト。ショートヘアーで頭に花の髪飾りをつけている。
原作ではお土産屋の娘とあるが、アニメ版では不明。
池月としお（いけづき としお）
声 - 大隈健太
よりこの兄。
坊主頭に銀縁メガネで、極細マジックでひと息に引いた線のような細い目をしている。いつもお菓子のことを考えている。「枝豆バターどらやき」で花の湯温泉名物菓子コンテストに優勝したり、「初日の出たると」を開発するほどの菓子作りの才能がある。また、和菓子作りの修業を始める前は、町のおしゃれなレストランで働いており、お菓子以外の料理にも詳しく、メニューを考えるのも好きで、春の屋旅館の低カロリーメニュー"美・メニュー"のベースを考案したりもしている。
妹のよりこにはあまく、よりこのワガママをいつも見逃したり、よりこの部屋にわらび餅などお菓子を差し入れしたりしている。

### おっこに霊感があると知っている人物
立売健吾（たてうり けんご） / ウリケン
声 - 小林ゆう
おっこの彼氏。ウリ坊の弟であるヤス坊の孫で、見た目はウリ坊と瓜二つの、色黒で眉が太く濃く、目がぐりんと大きい、反っ歯の小学生。
人並み外れたとんでもない行動力の持ち主で、その上タフで働き者で、頭が切れて勘も鋭く機転もきく。つまり現場レベル・実務レベルで非常に有能な『頼りになる男』。実際、大人からさえ頻繁に、ごく自然に頼りにされる。
雑誌「週刊ウェイブ」に掲載された春の屋と峰子の写真を、祖父が闘病の支えにしていたことから興味を持ち、花の湯温泉に遊びに来る。実は同誌に載っていたおっこの写真を見た時からおっこに好意を抱いてもいた。休みの時には春の屋を手伝いに来ることも多い。
少々意地っ張りで、おっこのことを当初「バカおかみ」と言うなど口が悪いところがあるが、優しく心配性な面も持つ。ウリ坊曰く、口下手で恥ずかしがり屋で繊細なのは立売家代々のもので、ぶっきらぼうなことを言うのは照れ隠しのためとのこと。
読書家で自室には本棚からあふれるほどの本があるが、その内容は巻数バラバラの人気コミックだったり、イタリア旅行のガイドブックだったり、旅館専門誌のバックナンバーだったり、落語入門の本だったりととりとめがなく、さらに学校の勉強関係のものは全然ない。
秋の連休中から電話では台湾旅行中のおっこと春の屋に居候するユーレイの友達について気さくに話していたが、その後紫野原暁(後述)が少年のときに幽霊と交流していたことを書いた日記を読み、その様子が以前から気になっていたおっこの癖とあまりに似ていたため、おっこにも同じような霊感があるのではないかと疑念を膨らませる。そして、おっこが美陽にクリスマスパーティーの準備をお願いしているのを見て確信を持ち、その晩おっこからすべての事情を聞くことになる。
将来の夢は亡き祖父の夢でもあった旅館の再興で、その後、おっこと共に春の屋旅館を大きくしていくことに変わっていった。実際、旅館や風呂に関するアイデアを考えるのが得意で、旅館関連では春の屋のホームページ作りを提案したり、おっこや真月に"若おかみ研修"を紹介したり、春の屋旅館のサービスごと温泉を提供する"デリバリー温泉旅館"を提案したり、風呂関連ではひなの湯温泉に縁側を作る提案に加える形で足湯設置を提案したりしている。東京の実家は「いさみ」という名の喫茶店で、自分の部屋には"喫茶いさみ"の名のついたデジタル時計付きの鏡が置いてある。店の手伝いには熱心ではないが、メニュー開発をするのは好きで、考案したバナナシナモンピーナツバタートーストは店の人気メニューになっている。
趣味は広く、おもしろサイト内での「歯並びは悪いがイケメンコンテスト」に気まぐれで参加し、審査員特別賞を受賞したほか、そこで知り合った仲間たちとの付き合いも続いているなど、出会った人とはどんどん仲良くなるほう。そのほか、町内会のものまね研究会にも熱心な会員ではないが入会している。好きな色は赤、青。好きな食べ物はおにぎり、パン。得意な科目は体育と算数。10月23日生まれ。血液型B型。
秋野源蔵（あきの げんぞう）
声 - 有本欽隆
その昔、峰子に想いを寄せていた峰子の友人。秋好旅館のオーナーで、気の難しそうな老人。真月と美陽の祖父。
過去に死にかけたことがあり、それをきっかけに幽霊や魔物の姿が見えるようになったが、その際にウリ坊が峰子のそばにつきまとっていたのが見えたことが我慢ならず、魔除けの効果がある紅水晶を峰子にプレゼントした。その後修業によってその能力を封じ込め、現在では他人より少しカンがいい程度の能力しか残っておらず、能力を開放することもできなくなったため、美陽が秋好旅館に留まる幽霊になったことにも気が付かなかったが、おっこの指摘で美陽の気配に気がつけたようだ。若い頃は、峰子とお似合いの美男だった。
真月の父母が作った命名候補リストに書かれていた候補一覧から、幽霊になった美陽が書きたした「真月」を選んだ、真月の名付け親。
藍竜（あいりゅう）
声 - 石川界人
春の屋を訪ねた客で、髪と髭を多く生やし、汚らしい服装をした謎の霊感師。「春の屋に悪いものが住み着いている」とおっこに説明する。生き物でないものが見えるため、家族や知人からは気味悪がられる人生を送ってきた。18歳。
実はかなり男前の青年で、礼儀正しく控えめな性格をしている。
春の屋で食事をし、仮眠をとり、風呂にも入ったが、秋野源蔵の修業した寺で一刻も早く修業するべく、宿泊せずに宿を発った。
林佳鈴（りん かりん）
声 - 劉セイラ
台湾、北桃温泉にただ一つ残った日本式の温泉旅館「松翠園」の少女。この世に心残りのある幽霊である鬼（グイ）を見ることのできる陰陽眼の持ち主。
日本のマンガが好きで、マンガを描くことも得意。松翠園のホームページやポスターに宣伝用のマンガを描くことになる。
黒鳥千代子（くろとり ちよこ）
ギュービッド
桃花・ブロッサム（とうか・ブロッサム）
『黒魔女さんが通る!!』の主要登場人物。

### 春の屋の客
( )内は登場巻数を表す。
神田幸水（かんだ こうすい） (1)
声 - 松本保典（テレビアニメ）/ 設楽統（劇場アニメ）
あかねの父。世間に知れ渡る小説家で、母親を亡くして以来元気をなくした息子を連れて旅をしていた。名はペンネームのようにも見えるが本名である。無精髭に長髪。長い髪は後ろで束ねている。
穏やかでいい人物で、息子のあかねの元気を取り戻すために一生懸命努力する良き父親。若い頃は紫野原家の屋敷の裏庭に勝手に野宿しており、その後紫野原家の一人娘・柚木（ゆき）とかけおちした。当時はろくに仕事もしない、家もない状態のため紫野原家に結婚を許されることもなかった。しょっちゅう作品取材のため旅に出ており、妻・柚木が死んだのはその旅行の最中だったため紫野原家で神田幸水の名は禁句となっていた。
中島まや（なかじま まや） (2,20)
声 - 武隈史子
太りやすい体質なのが悩みの女の子で、おっこと同い年。色白だが太っていて満月のように丸い顔をしており、雪だるまそっくりの体型。
低学年の頃は母に似てかわいいと褒められることもあったが、その後太るようになり、5年生のときの参観日に自分と母が正反対であるとからかわれたことがきっかけで、6年生の参観日が近づくにつれて拒食症になってしまった。しかしそれでも痩せることが出来ず、反動でお菓子をヤケ食いしたりもしていた。おっこと一緒に若おかみ体験を行い、お腹を空かせたことで、旅館の食事にも手を付けられるようになった。旅館から帰った後も、適度な運動と母親の作る低カロリーの食事でだんだんやせてきており、やせた姿は美人でかわいらしい。
中島 京香（なかじま きょうか） (2)
声 - 飯島杏子
まやと一緒に春の屋に宿泊した、ほっそりとしており若々しくてきれいな、まやの母親。まや曰く、まやと正反対のいくら食べても太らない体質。
花の湯温泉に来たのは、珍しい料理などを見せることで拒食症になった娘の食べ方を変えようとしたからで、まやとは食生活を変えると約束して温泉に来た。提供された"美・メニュー"のレシピをもらって家で作るなど、娘のまやのために一生懸命尽くしている。
藤堂太郎（とうどう たろう） (2,20)
声 - 飛田展男
テレビにも頻繁に出ている有名な旅館評論家で、雑誌"週刊ウエイブ"で"美・旅館"という旅館評論記事を連載している。
花の湯温泉に来たのは連載で花の湯温泉特集を組むためで、秋好旅館など花の湯のいろいろな温泉に泊まっている。春の屋旅館のことは神田幸水から若おかみのおっこの話などを聞いて来ており、神田幸水もおっこに「きっと春の屋は藤堂先生の気に入る」という手紙を出してはげましている。サングラスをかけて来館しおっこを緊張させたが、まやの起こすトラブルへの対処を興味深く見たり、おっこがまやに提案した"一日若おかみ体験"にまやとともに参加したり、"美・メニュー"を一緒に注文して中島一家と共に食べたいと要望するなど、社交的な人物。生花を少し習っていたことがあり、ちぎり絵のセンスも峰子が褒めている。その後彼が雑誌"週刊ウエイブ"に書いた記事が、春の屋旅館とおっこがウリケンをはじめ様々な人に知られるきっかけとなる。
三木創太（みき そうた） (3,20)
声 - 桑野晃輔
大ホテルチェーンであるホテル・ミキの御曹司の大学生。長髪の美青年で、春の屋には黒い細身のパンツに黒いジャケットと黒ずくめの格好で泊まりに来た。
旅館はシティホテルにはかなわないという持論を持っており、春の屋旅館については「料理はまだましだが（ホテル・ミキに入っている）割烹に比べたら大したことはない」「（いちいち布団をしきに仲居が部屋に入ってくるため）プライバシーが保たれず、疲れていてもすぐ横になれず窮屈」との指摘を、秋好旅館について「ホテルの表面的なところだけ取り入れていて、（カラオケがあるため）バーも雰囲気がぶちこわし、ゲームコーナーもうるさいばかり」との指摘をする。その後、真月の助けを得つつもおっこが稲田老人やえりかにサービスしていたところを見て、その熱心さと頑張りに敬服した。えりかに好意を抱き、真月の後押しもあって告白するが、振られてしまう。その後おっこの思い出接客でえりかに再会して意気投合し、ケータイの番号やメールアドレスなどを交換する。
稲田義春（いなだ よしはる） (3,20)
声 - 羽佐間道夫
でっぷりした体型のかっぷくのいい老人。えりかの祖父。
血中脂肪高めでコレステロール値が高く、高血圧、動脈硬化指数も高いという、いわゆる"大きい病気の予備軍"と言われる状態だが、えりかの母が用意した低カロリーで塩分を控えた食事を気に入らず、家を出て飛び込みで春の屋にやってきた。秋野家の図書室にあった本を元に康さんやおっこが考えた、低カロリーかつ減塩でも美味しい料理を食べ、春の屋を気に入る。
稲田えりか（いなだ えりか） (3,20)
声 - 花澤香菜
義春の孫。ストレートのロングヘアとシンプルな服が似合う、ほっそりとしてぬけるように色の白い美人。
家の料理に不満を持って飛び出した祖父を心配して、春の屋に共に来訪した。大勢の人と一緒に入ることへの恥ずかしさと、夜にはお化けが出そうという恐怖という理由から露天風呂などの温泉に入るのが苦手。三木に想いを寄せられるが、彼氏持ちだった。その後彼氏と別れたところに、おっこの思い出接客で三木と再会して意気投合し、三木からのデートの誘いに好感を示す。
馬渕なるか（まぶち なるか）（本名・間山友子〈まやま ともこ〉） (4,20)
声 - 寺崎裕香
出たドラマがすべて大ヒットしている人気天才子役。おっこと同い年。見た目は色白でスタイル抜群の美人で、おっこと同じくらいの背格好。
子役としてはドラマの主演となるほどの成功を収めているが、大人になっても女優になれるかという不安と、自分が母親の夢の代理として芸能界入りしているのではないかという不信から、撮影中のドラマの現場から無断で抜け出して花の湯温泉にやってきた。なるかのマネージャーも務めるなるかの母によれば、かまってほしい相手ほど困らせるわがままな娘で、実際に夏場とはいえおっこが汗だくになって真月に助けを求めるほどこき使い、秋好旅館の真月のサービスもすぐに飽きて次々と要求した。なるかの母を困らせるほど食べ物の好き嫌いが激しく、魚は生でも煮ても焼いてもだめ、生野菜、煮た野菜、豆腐、それにすっぱいものも苦手と、旅館の料理はほとんど口に合わなかったが、なるかの好みを熟知した母親の手料理は満足げに食べた。
ウリ坊や美陽の姿までは見破らなかったものの、部屋にユーレイがいると分かる程度にはカンが鋭い。夢は世界に通用するような、レベルの高い映画の主演女優になることで、春の屋旅館の露天風呂で母と話し合った時にそれを思い出す。
春の屋旅館から帰ったあと、ロンドンでのロケ中に知り合った3つ歳上のイギリス人と遠距離恋愛するようになった。
間山 寿美香（まやま すみか） (4)
声 - 遠藤沙季
なるかの母でマネージャーも務めている。髪をひっつめてはいるが、なるかによく似た美しい目鼻立ち。
幼いころから美少女であったが、12歳のときに大学生からプロポーズされるほど大人っぽいところもあった。女優志望だったが、若くして結婚したため娘に夢を託し、女優にするためなるかが小さい頃から歌やダンスのレッスンに通わせていた。なるかを探してくたくたになっても食事もせず、部屋にも入らないほどなるかのことを心配していた。
好き嫌いが激しいなるかの食事の好みを把握しており、豚肉とキャベツのカレー粉炒め、うずらの卵ベーコン巻ケチャップがけ、厚焼き卵、玉ねぎとジャガイモのスープ、鶏そぼろかけおにぎりというメニューをお腹が空いたなるかはすべて食べた。なるかの子役としての成功を喜んでいたが、なるかの不安と不信には気づいていなかった。
露天風呂での話し合いの末なるかから夢を聞かされ、改めて背中を押す。その後、マネージャーを所属事務所の他の人に任せ、なるかの母親専業に戻る。
坂東（ばんどう） (5)
予約していた旅館の手違いがあったと訴え、春の屋に宿泊することになった中年の女性。
きついアイラインに、ペルシャ猫の柄の入ったワンピースを着て、ハンカチなど持ち物も猫の絵がついているものばかりを持っている派手な人物だが、優しい態度でおっこに接する。布をかぶせた大きなトランクのようなものを持っており、その荷物はおっこにも運ばせなかったが、その中に入っているのは飼い猫"シュガー"だった。真月など温泉関係者の間では「ねこ湯おばさん」の通称で呼ばれており、温泉に猫を入れたり、料理を同じ食器で食べさせるなどトラブルを発生させることもあったとのこと。春の屋旅館に猫を持ち込んだことが明らかになったあと、秋好旅館の通称「さよならの間」に移る。
大塚 (おおつか) (5)
仕事の休みに、花の湯温泉に旅行に来た中年の女性。動物の毛アレルギー。
春の屋に宿泊することになり、坂東と親しくなる。坂東が春の屋に猫を持ち込んだ騒ぎで猫アレルギーを発症し、秋好旅館の別館にある露天風呂付きの部屋に移る。
グローリー水領（グローリー すいりょう） (6,12,20)
声 - 橋本結（TVアニメ） / ホラン千秋（劇場アニメ）
鈴鬼がおっこの「若おかみとしていいところをウリケンに見せたい」という願いに応じて呼び寄せた客。
グローリー水領はペンネーム等ではなく本名。春の屋旅館には本名をつかって詮索されることを嫌い当初「水領青子」の偽名（母の名）でチェックインする。長い黒髪を持つスタイル抜群の美女。16歳まで父の仕事の都合でヨーロッパや中近東を転々とするなどして日本を離れており、春の屋旅館に来るまで浴衣を着たことがなかった。チェックイン後夕食の希望を聞く前に小ぶりの灰皿が吸い殻で山盛りになるほどのヘビースモーカーである。職業は占い師で、東京、三本木タワー22階にあるスピリチュアルエリア一番奥の「グローリー占いの館」を開業。かなり強い力の持ち主だが、霊感はなく、ウリ坊らの姿を見ることは出来ない。おっこに「身近なところにずっと前からおっこを想う（生者の）男の子がいる」ことや、「持っている紅水晶のペンダントが恋愛について力を持っている」といった重要なアドバイスを与える。占いの仕事が忙しかったことから（占いで相性のとてもよかった）恋人との付き合いを疎かにしていたところ、なにもかもうまくいく年であったその年の最高に運の強い日に恋人から別れを告げられ、占い師としても一人の女性としても自信がなくなってスランプに陥り、悩んでいた。その後、クリスマスイブまでには新しい彼氏ができた。子供の頃に病気で両親を亡くしている。劇場版では翔太に「おばちゃん」と呼ばれて一瞬たじろいだ。
桜丘宗次（さくらおか そうじ） (7,20)
声 - 北田理道
鳥居くんこと澄川静志郎の叔父（静志郎の母親の弟）。メガネをかけている。東京の大学に通う大学院生。
大学進学のため上京するまでは、花の湯温泉始まって以来の秀才で感じのよい若者と言われていたが、大学院に入ったあとの夏休み終わりごろ、突然帰郷し、家族を心配させている。感情を表に出すのが嫌いで、にぎやかすぎる、人の多いところは苦手。干渉されるのが大嫌いで、旅館の押し付けがましいサービスに不満を持っており、春の屋旅館からの注文なしでのサービスを拒否する。胃腸が弱く、昼ごはんに駅前の「長さんラーメン」で食べたラーメンの油があたって旅館で倒れてしまう。その後もパソコンに悪影響を及ぼさないような食事の注文をするが、注文以上の料理内容に感動して感謝する。
中身は好青年であり、旅館に来たときの汚らしい姿から身なりを整えると、おっこも同一人物とはわからなくなった。静志郎による叔父の印象は「努力家でまじめで、とても気のやさしいところのある人」だが「夜更かしで朝が苦手」。グローリー水領による宗次の見立ては「理想の高いロマンチスト」であり「女性を喜ばせるような美しいものを扱う仕事向き」だが「家族や身近な人には無頓着」とのこと。
突然の帰郷は大学院に進学したことについて花の湯温泉にいた恋人とケンカしたことが遠因であるが、最終的にはその恋人と結婚することになる。
甥である静志郎がおっこを好きなことを知り、おっこに「本当に好きな人がわかるテスト」を実施するが、その結果、おっこが静志郎に興味を持っていない（魅力を感じていない）ことに気づいてしまう。しかし、静志郎本人にそれを言うことはできなかった。
紫野原暁（しのはら あきら） (9,19)
紫野原財閥の会長で現当主。春の屋旅館に住み着く幽霊たちがおっことウリケンが春の屋旅館の外でデート出来るよう取り計おうとした際、鈴鬼が見つけたデリバリー温泉旅館の依頼人。花の湯温泉の隣県にある一期町（いちごちょう）出身。
11歳のときに父の会社がつぶれ、生家を離れる。その後若くして会社を立ち上げ成功、廃屋となっていた生家も買い戻すことが出来たが、家を離れたときの気持ちを忘れないためにわざと廃屋のままにしていた。デリバリー温泉旅館を頼んだ生家に戻っていたのは、少年時代にした約束を当日の朝思い出したため。わがままでむずかしい人に見えたのは、約束を果たすために廃屋を離れられないからだった。その約束とは、病弱だった少年時代に仲良くなった「キヨシ」という名のユーレイの少年とのもので、キヨシが生前したかった7つの願い（学校の成績で1番を取る、会社の社長になる、美人とデートし、結婚する、孫がその時の自分と同じ歳になるまで長生きする、など）を代わりに自分が叶えたとき、その年の誕生日に再会するというものであった。77歳。
実はあかねの祖父で、おっこにあかねの嫁になることを薦め、あかねが真月と付き合うことになった後も諦めていないと話していたが、同時に小藤原旅館のあおいやあかりもあかねの嫁候補に加えていた。誕生日はあかねと同じ日で、デリバリー温泉旅館を頼んだ日は自身の会長就任、息子の社長就任パーティーのほかに、あかねの誕生パーティーも予定されており、就任パーティーは後日、誕生パーティーに関しては翌日に行われることになる。
伴（ばん） (13,19)
毎年大晦日に春の屋旅館に宿泊する常連客。
養鶏家で「健康さんさん卵」という評判のいい美味しいタマゴを作っていた。本業を息子にゆずってから育てている烏骨鶏が自慢。卵の黄身にちなんだ黄色がこの世で一番好きな色で、春の屋旅館は伴が宿泊するときには部屋や浴衣を黄色のもので揃え、料理も（卵以外を使った）黄色づくしにし、そこに伴の持ち込んだ卵を使ったエッグノッグなどの料理も添えてもてなす。実は偽名を使った鈴鬼に、烏骨鶏に似た魔骨鶏を育てさせられていた。
陸谷（りくや） (14,19)
中学の同窓会幹事となり、下見を兼ねて出水と春の屋旅館に宿泊する。
実は大のエビ好きだが、出水からは共にトッピング研究会をしていたせいで焼きそば好きと思われていた。髪の毛が猫っ毛であり、桜の花びらをはじめ、紅葉やいちょうの葉など様々なものがくっついてしまう。
出水（いでみず） (14,19)
春の屋に陸谷とともに泊まりに来る。赤いパプリカをエビと勘違いしただけでも蕁麻疹がでるほどのエビアレルギー。
陸谷とは小学校時代（小学4年の始業式）から高校まで友達だったが、その後疎遠になったため、仲直りを目論んで中学の同窓会幹事に立候補する。
好きなものはあんこだが、もともとは嫌いであり、小学4年の始業式の帰りに陸谷の家で勧められた桜あんのどら焼きを食べて以来の好物となった。
水上（みなかみ） (18)、谷原（たにはら） (18)
関西風の訛りのある、大きなリュックサックを背負った女性二人組。飛び込みで春の屋旅館に宿泊することになる。
名字は違うが姉妹であり、赤いチェックのシャツを来ている水上の方が1つ歳上の姉。
幼いころに両親を亡くし別々に暮らしており、ゆっくり会うのは20年ぶりだった。おっこは2人の接客を完璧に勤め上げ、峰子やエツコから褒められたことで、自分が成長したことを改めて実感する。

### 百咲温泉関係者
若おかみ研修で出会った人々。
藤原あかり（ふじわら あかり）
声 - 伊瀬茉莉也
12歳。小藤原旅館の娘で、おっこと仲良くなった女の子。双子の妹。
将来の夢はアイドルで、歌がとても上手い。母親思いで姉のあおいよりも行動・活発的。普通の格好をすると別人のように地味になる。
藤原あおい（ふじわら あおい）
声 - 千本木彩花
おっこと仲良くなった女の子で、あかりの姉。
将来の夢は弁護士で、母を楽させるために今から勉強中。夢はアイドルではないが、妹のあかり同様歌が上手である。姉妹揃ってギャル風の派手なファッションだが、あかり同様、普通の格好をすると別人のように地味になる。
藤原虎子（ふじわら とらこ）
声 - 津田匠子
あかり・あおいの祖母で、小藤原旅館の大おかみ。
もとは並外れたサービスながら低価格の「藤原旅館」の創業者おかみだったが、経営のため無理をした息子の過労死をきっかけに心を閉ざし、旅館をサービスを一切しない方針に変え、名も「小藤原旅館」に改名する。切らしたシャンプーや電球など旅館の備品すら自分では買わず、従業員をなにかといえばタダ働きさせようとするところから、従業員からは「ケチ虎」と影で呼ばれている。しかし、携帯電話だけは常に最新型でないと気がおさまらない。見た目は灰色のジャージという地味な姿だが、顔はその名の通り派手で虎のようである。おっこらが一生懸命働く姿を見て和解する。菓子「柿しぐれ」が好物。化粧をするとたいへんな美人。昔の若おかみ研修で、源蔵の想い人であった峰子とつかみあいの大げんかをしている。おっこは恋敵の孫。
藤原眉子（ふじわら まゆこ）
声 - 野村麻衣子
あかり・あおいの母親で、小藤原旅館のおかみ（藤原旅館の若おかみ）。
地味顔だが、化粧をすると虎子同様美人。控えめな性格で娘達にさえはっきりと物を言えない。あおい曰く「おとなしすぎておかみには向いていない」とのこと。百咲温泉の停電騒ぎをきっかけにテキパキと指示を出すようになる。
鳳笛子（おおとり ふえこ）
百咲温泉一大きい百咲グランドフラミンゴホテルの大おかみ。
真月が若おかみ研修に向かったホテルのおかみで、真月に様々なゴージャスなおもてなしをする。ものすごく派手な格好を好み、その容姿は真月を大人化したもののようである。わがままっぽく高飛車で頑固な人。虎子の幼なじみかつ喧嘩友だちで、仲はあまり良くない様子だが、若い頃、源蔵を取り合ったときに譲ってもらった結果、虎子の頼みを断れない。真月は想い人の孫にあたる。
マサ子、キミ代
小藤原旅館の仲居。
清さん（せいさん）
小藤原旅館のボイラー係。
車の運転ができ、停電騒ぎのとき、カイロなどを買いにでかけたり、ロウソクを調達するために葬儀社に向かったりする。

### 紫野原家関係者
大おばあ様
紫野原暁の母。100歳近いが元気。
少年時代の暁がユーレイと話しているのを止め、それがきっかけで暁とキヨシは離れることになる。観察力が鋭く、あかねと真月が誕生パーティーでの初対面から惹かれ合っていることに気がついていた。
紫野原雄介（しのはら ゆうすけ）
紫野原財閥の社長。
神田幸水が柚木とかけおちしし、取材旅行の間に柚木を死なせたことを怒っている。
紫野原里美（しのはら さとみ）
雄介の妻だが、子はいない。
あかねが神田幸水の元にいることはよくないことだと思っている。紫野原財閥のただ一人の跡取りとなるあかねに教育を施すべく、養子として引き取ることを考えている。
紫野原登紀子（しのはら ときこ）
紫野原暁の妻。紫野原暁曰く、美人。
神田柚木（かんだ ゆき）
故人。紫野原暁・登紀子夫妻の娘で、神田幸水の妻。
身体が弱く、長く生きられないと医者に言われており、家からほとんど外に出たことがなかった。クラキ曰く、紫野原家の庭にある小さな家は、柚木12歳の誕生日に暁がプレゼントしたもの。結婚後、熱を出して寝込むこともしばしばだったが、夫・幸水が料理など家事をする「お母様奉仕デー」と、幸水が取材旅行から帰ったときに話す新しい小説のプロットを聞くことを楽しみにしていた。
クラキ
紫野原家のメイド長で、髪に白いものの混じる、落ち着いた初老の女性。
以前は柚木のお世話係で、今でも柚木のことを気にかけている。
天同シェフ
天同ケータリングサービスの社長でシェフ。
天同ケータリングサービスは紫野原暁が料理を好んでおり、度々紫野原家で料理を作っている。ひげ面。
あかねも天同シェフの作るいくつかの料理を気に入っているようだが、説明されても覚えられず「なにかの肉のパイ」「なにかの野菜を刻んで固めたやつ」「なにかをつぶしてかまぼこみたいに固めたやつ」としか表現できない。

### 魔界に住む魔物
真鬼葉（まきば）
子魔鬼寺子屋時代の鈴鬼の同級生。鈴鬼によると、当時の人気No.2の美少女鬼。
性格は気さくでさっぱりとしており、少年のような感性と健気さを持った溌剌とした女の子。沙々夜化とは親友で、彼女のよき理解者。金属製のアクセサリーや、派手な服装などのおしゃれなものを好む。積極的で明るく、寺子屋時代の大人しかった鈴鬼にも、声を掛けていた。男勝りで肝が据わっており、鈴鬼も頭が上がらず、さらに寺子屋時代はだれかれなしにケンカをふっかけていたためにクラス中の者から「破壊魔女王」と呼ばれて恐れられていた。魔界にある黒譚社（こくたんしゃ）という出版社の★（くろぼし）文芸局、黒い鳥文庫編集部に副部長として勤めている。本名・腐出咲真鬼葉。人間の姿をするときは「真木」と自称する。
沙々夜化（ささやか）
子魔鬼寺子屋時代の鈴鬼の同級生で、クラス委員だった。
鈴鬼によると、当時の人気No.1の美少女鬼。物静かでおっとりとした、心優しき少女。人間界で言えば貴族にあたる、魔界の高層階級に属している。頭が良くて上品なお嬢様だが、少々天然なところもある。花が好きで、長持ちしないはかなげな人間界の花に、色褪せず長持ちする魔界のものよりも惹かれている。近づいた生き物や触れた魔物の力を奪う能力を持っており、触れた花をドライフラワーのようにしたり、おっこをとんでもない空腹にさせたりしているため、人間界には長くいられない。Dr.イクズスに憧れており、彼の書いた名言集がお気に入りだが、寺子屋時代から、Dr.イクズスの正体が鈴鬼であると薄々気がついていた。鈴鬼に恋心を抱いていたが、卒業式での告白のチャンスを失い、自室に引きこもっていた。その後プロポーズした別の鬼が現れ、その鬼と結婚している。人間の姿をするときは「沙々矢」と自称する。
死似可美（しにがみ）
鈴鬼の同級生。
魔界の役所「魔界怖庁」で働く役人で、苦情係をしているほか、魔界の人材不足から転生課などいろいろな仕事を兼任している。メガネをかけていて、真面目で仕事熱心。真面目過ぎるがあまり宴会の空気を凍らせてしまう事が多々あり、｢宴会の死神｣と呼ばれている。冷静沈着を装っているが、嬉しい時など、感情に応じて角の先に花が咲くため、その感情はわかりやすい。寺子屋時代から、魔物や人間がトラブルを起こしそうになる兆候である「苦情のにおい」を嗅ぎつける特技を持っており、特に人間のそれについては解決にどれくらいかかるかの目処もつけられるだけでなく、おっこに苦情の起きる心理について教えたりもした。メガネを外すと美少年だが、顔の良さは本人も自覚しており、女性の前でピンポイントでメガネを外すこともしばしばで、その時に褒められると調子にのって何度もメガネを外す。その冷静さは特に鈴鬼に厳しく、鈴鬼を捕まえるためにやってくることも多いが、一方で誰よりも鈴鬼を気にかけており、鈴鬼を慰めるために人間界の居酒屋視察を名目に酒に誘うこともある。自信のつきすぎた鈴鬼をいなすために女魔物になりすまして断りメールを送った内容は、黒譚社の編集長が感心して作家や編集部にスカウトするほどの出来だったが、それは単なる文才だけでなく、鈴鬼を思いやる気持ちが現れたものと真鬼葉らは推察した。人間の姿をするときは「士神」と自称する。
著者の令丈ヒロ子によると、14巻での初登場にもかかわらず、1巻で初登場のとしおや7巻で初登場の桜丘をさしおいて、「シリーズ初の本格的なメガネ男子」とのことである。
ガラちゃん
鈴鬼の親戚。雷一族。
親族会議欠席の言い訳を鈴鬼にしてもらった見返りに、停電していた百咲温泉一帯が復電するほどの雷を落とす。
火龍魔（かりゅうま）
鈴鬼の同級生。
春の屋で行われた同窓会に参加する。龍の一族。寺子屋のリーダー格で、沙々夜化と共にクラス委員だった。真鬼葉のことを気にかけており、真鬼葉を電話で慰めたり、真鬼葉が対処に苦労している鈴鬼のための合コンをセッティングしたり、「真鬼葉疲労回復プラン」という名のデートを提案するなどしており、真鬼葉もまんざらではない模様。
鬼花火（おにはなび）
鈴鬼の同級生。赤毛で、好奇心が強く、警戒心がうすく、負けず嫌いで、社交的。
真鬼葉とはライバル関係で、しょっちゅう決闘しており、2人の最後の戦いについて同級生は歴史に残る名勝負と思っていた。龍の遠縁で、興奮すると火花が出る。春の屋で行われた同窓会に参加するが、真月のクローゼットで興奮して影龍火炎を出してしまい、運悪く真月に当ててしまう。人間相手には「花木」と自称する。
蒼羽（あおはね）、白羽（しろはね）、墨羽（すみはね）
鈴鬼の同級生。春の屋で行われた同窓会に参加する。鳥足族で、鳥羽（とりはね）三兄弟と呼ばれている。
登場した限りでは墨羽が長兄、蒼羽が次兄、白羽が末っ子であり、白羽が女の魔物で、他2名は男の魔物。なんでもくちばしの先でつついて食べる。ばたばたして落ち着きがなく、やたら同じ言葉を繰り返す習性がある。
噛めレオン（かめレオン）
鈴鬼の同級生。涼しげで美しい顔立ちであり、白い肌と緑の瞳が美しいが、歯がなく口は大きくて、そのうえせっかち。
春の屋で行われた同窓会に参加するが、真月のファッションセンスに共感し、鬼花火、白羽と共に春の屋旅館を抜け出して秋好旅館にある真月の部屋に遊びに行ってしまう。
魔甲鯨（まこうくじら）
鈴鬼の同級生。
同窓会参加者の中では飛び抜けて体格がいい。水類の魔物。春の屋で行われた同窓会に参加する。
ロンゲスト
鈴鬼の同級生。
春の屋で行われた同窓会に参加する。頭下系の魔物。人間相手には「ロン」と自称する。菜食の大食漢。
小宇森（こうもり）
鈴鬼の同級生。
春の屋で行われた同窓会に参加する。頭下系の魔物。人間界では「幸森」と言う名を使う。ロンゲストとしか話をしない。
層庫層古（そこそこ）
鈴鬼の同級生。
春の屋で行われた同窓会に参加する。人間相手には「庫（くら）」と自称する。老け顔で、そのことを自覚している。発光系で、酒を飲むと頭の後ろがそこそこ光る。
王魂（おうこん）
鈴鬼の同級生。
春の屋で行われた同窓会に参加する。水類の魔物。全身に酒を浴びるのが好きだが、オタマジャクシ程度の大きさ。
黒陽先生（こくようせんせい）
鈴鬼たちの寺子屋時代の担任。髪は濡れたように黒くて艶がある、メガネをかけた美人鬼。
メガネを外すと冷凍光を発することができ、周りのものを凍らせることができるほか、黒結界や抜化（ぬけ）がらづくりなど様々な魔技を使うことができる。真鬼葉と沙々夜化のはからいで、春の屋旅館での同窓会にスペシャルゲストとして参加し、鈴鬼に卒業証書を渡す。小学校から高校まで、人間界の学校に通っていたことがあり、そのときは「黒田陽子」と名乗っていた。人間界の中学卒業時からメガネを掛け始め、同じく高校在学中の恩師がきっかけで教師になろうとした。Dr.イクズスの正体を知っていた魔物の1人。
黒瓜（くろうり）
黒陽先生の妹で、魔界で占い師をしている。
グローリー水領に瓜二つだが、正常なときのおっこなら別人であると分かる程度の顔立ち。
会長（かいちょう）
浅黒い肌に金髪、彫りの深い顔立ちで濃い眉毛、やけにキラキラした瞳を持ったおじさん鬼。
死似可美曰く、魔界怖庁のえらい人。ただ、一番えらい人ではなく、その上には少なくとも総会長がいる。死似可美によれば、多くの会社経営をして魔界にたくさんの利益をもたらしているために、魔界のいろいろな約束事を決めるなど魔界の運営をまかされているとのこと。鈴鬼の父親で、鈴鬼とはお互いに仲が悪い。
獲通子（えづこ）
鬼仲居頭で、会長秘書も務める女性の魔物。
おっこによれば「エツコさんを20キロほどやせさせて、上品にしたような」外見で、象牙色の角を持っている。人間界の着物が好きで特に江戸小紋に興味を持っており、こっそり人間界の専門店に買い出しに来ているが、着付けの仕方は知らず、魔技によって着付けをしている。
豪留殿編集長（ごーるでんへんしゅうちょう）
黒譚社の編集長。人外事異動で部長になった。
評判のやり手編集者で、過去に何度もヒット作を出している。
雷樹（らいじゅ）、珠龍（じゅりゅう）
火龍魔のセッティングした、「鈴鬼自信回復プラン」という名の合コン参加者。雷樹が雷鬼族で、珠龍は水龍系。
Dr.イクズスのファンという体で鈴鬼に接しメールアドレスを交換するが、鈴鬼から3人デートを提案されて困惑する。

### その他
おっこの父親
声 - 木内秀信（テレビアニメ） / 薬丸裕英（劇場アニメ）
おっこの母親
声 - 能登麻美子（テレビアニメ） / 鈴木杏樹（劇場アニメ）
おっこと3人で東京のマンションに住んでいた。
家族で車に乗っている途中、大型トラックと衝突し、おっこはウリ坊に助けられ命を取り留めたが、両親は助からず他界する。おっこに紅水晶のペンダントを形見に残す。母親は峰子のひとり娘で、体が弱く、旅館のあとは継げなかった。
魔界の温泉旅館にある露天風呂で再会した母親によると、父親とは小学3年生のときから同じクラスで、今の父にその面影はないものの、当時は鳥居くんに少し似ていて、中学のときにはファンクラブまであったとのこと。ウリケンのことも父母ともに認識しており、母親はおっことの仲を応援しているが、父親はおっこと一緒に風呂に入る気をなくすほどへこんでしまっている。"おにっこ"と呼んでいた母親の呼び方を聞き違えて"おっこ"と呼びだしたのは父親である。
アニメにおいては父親の名前を、テレビアニメでは関正治（第1話EDロール）、劇場アニメでは関正次としている。母親の名前は関咲子（劇場版）としている。
大蔵（だいぞう）
おっこの祖父で、峰子の夫。
おっこが花の湯温泉に引っ越してくる3年前に死去。
ウリケンの両親
東京、三本木町商店街で喫茶店「いさみ」を経営している夫婦。
父はウリケンのうすいコーヒー色の顔をさらに香ばしく煎ったような、深みのあるコーヒー色の顔だちで、まゆとギョロ目はウリケンそっくりだが、口元には短いひげをたくわえていて、お調子者。母は色が白くて丸顔で、ひっつめ髪をしている。両親とも、ウリケンが物静かに見えるほど、明るくて元気で、ゆかいなところがある。
ひなの
ウリケンのいとこで、幼馴染でもあり、クラスメイトでもある女の子。
見た目は、おっこ曰く「ウリケン、そしてウリ坊の女の子版」だが、反っ歯ではない。ウリケン以上にパワフルで声も大きく、うらおもてがなくてさっぱりしている。よく「いさみ」に出入りして手伝っているため、パスタやサンドイッチなどの喫茶メニューを作るのは得意だが、手作りチョコなどのかわいいものを作るのは苦手。ウリケンとはいつも口げんかしてばかりおり、地元商店街の名物になっている。家は、「ひなの湯温泉」という風呂屋。
休みのたびに花の湯温泉に出かけて手伝いに行き喫茶店の手伝いを疎かにするウリケンのことを、ワガママなおっこに振り回されているからだと思っており、ウリケンにクリスマスデートのプランを考えてあげつつもおっこに対抗心を燃やしていたが、おっこがクリスマスパーティーの準備をしたことで見直し、風呂屋で温泉業界人同士意気投合したことでうちとける。おっこのことを"オリコ"と呼ぶ。おっこの卒業式にはお祝いにお菓子で花束を作り、ウリケンに当日サプライズで渡すよう託す。
花丘美津（はなおか みつ）
ひなののクラスメイト。色白でやさしく、頭のいい、控えめで気配りのある男の子。
ひなの曰く、かわいくておとなしそうだが、芯が強くて自分の意見をしっかり持っている、ウリケン曰く「おとなしくてちょっとひ弱そうに見えるが、中身はけっこうしっかりしていて、根性がある」とのこと。ひなのの片思いの相手だった。
ひなのは、おっこが譲ったバレンタインチョコで彼に告白し、付き合うようになる。
田宮先生（たみやせんせい）
桐島先生（きりしませんせい）
おっこが通う小学校の先生。田宮先生は担任。
桐島先生は音楽の先生で、みんなの好きな歌をよく知っている人気の先生。
林瑞玲（りん ずいれい）
声 - 日髙のり子
佳鈴の姉。台湾の蝶来リゾートスパで働いている。
松翠園のおかみである祖母から日本語を教わっており、日本語が堪能。
蔡社長（さいしゃちょう）
佳鈴および瑞玲の伯父。松翠園をリゾートスパに改装しようとしている。
実は、蝶来リゾートスパのオーナーであり、未来があるとみたものには投資を惜しまない。松翠園に鬼が多く住んでいると聞いたときには日本人のテレビ局員・猪俣を呼んでTVに取り上げてもらおうとしたことも。ウリ坊いわく「味付け煮たまごみたいなおっさん」で、実際にやや太りぎみ、大きな赤ん坊みたいにぶくぶくと丸っこい顔で、日焼けしており煮しめたような茶色い顔色で、広い額が光っている。
素雲（そうん）
松翠園の従業員で、春の屋旅館でいうエツコさんのような、仲居的な立場にある。
ひっつめ髪に紺のワンピースを着た女の人。
春野琴理 (はるの ことり)
おっこの遠い親戚。おっこが中学1年生の時点で小学5年生。
おっこの母親と琴理の父親がいとこ同士のため、おっことははとこの関係になる。父親の仕事の都合で来日する。母親はニューヨークでの仕事があり離れ離れに。父が仕事場に挨拶をしたり、日本での住居を決めるあいだ、春の屋旅館に滞在することになる。長くドイツに住んでいたため、日本の文化に疎く、春の屋旅館に来た際は床の間に腰をかけたり、障子に雑誌の切り抜きを貼り付けたりした。アイドルに憧れており、おっこの差し金で馬渕なるかから提案された若おかみ修業をアイドルになるための修業として始めるものの、数日間しか続かなかった。ネット検索の能力は高く、ウリケンたちの作ったデートコースをブログの口コミなどを調べて否定し、自分の遊びたい観光名所を提案した。
作者の後続作品である『温泉アイドルは小学生!』シリーズの主人公である。
糸居鞠香（いとい まりか）
峰子の主治医である、糸居医院の院長の孫娘。おっこが中学1年生の時点で小学5年生。
峰子によると、母親の百合佳の若い頃にそっくり。母親は東京の大学病院に勤めていたが、離婚と鞠香の祖母の死をきっかけに糸居医院の手伝い、おいおい跡継ぎになるために鞠香を連れて花の湯温泉に戻ってきた。琴理が秋好旅館でゲリラライブを行った現場に出くわし、琴理に嫌悪感を抱く。作者の後続作品である『温泉アイドルは小学生!』シリーズでも主人公の相手役として活躍する。
織ノ助（おりのすけ）
60年後の春の屋旅館で暮らす男の子。父の名は碧夫。
祖父の部屋には「喫茶いさみ」と書かれた鏡が置かれている。
亜月（あつき）
60年後、現在の秋好旅館跡地に建つ「秋好ビューティーローズワールド」の若様。
オーベルジュのプラン「ルージュプラン」を考案した。金色のアクセサリーと、羽のついたコスチュームがお気に入りで、同級生の女の子の間では「ゴールド孔雀王子」と呼ばれている。
日奈多（ひなた）
織ノ助のいとこ。
織ノ助とは同じ日の同じ時間に生まれたため、ふたごのきょうだいも同じと言われており、保育園のときに一緒に春の屋旅館を守ると約束した。祖母であるオリ子おばあちゃんが鞠香理事長の経営する糸居医院に入院したと聞き心配している。

## 番外編など
青い鳥文庫の短編集「おもしろい話が読みたい!（白虎編）」に、「鈴鬼くんのすてきなイトコ?」が掲載されているほか、短編集「あなたに贈る物語」において、石崎洋司の「黒魔女さんが通る!!」シリーズとのコラボレートを実現、「黒魔女さん、若おかみに会いにいく―おっことチョコの冬休み―」という作品を掲載し、さらに青い鳥文庫GO!GO!で出版されている「おっことチョコの魔界ツアー」でもコラボレートしている。

## 漫画
原作に比べ、おっこの容姿が変更されている。また、作品のヒーロー的存在ともいえるウリ坊は、おっこ以上に美化されている。作者の令丈は「漫画のウリ坊は原作よりだんぜん美少年で落ち着いている」と、単行本1巻で語っている。
なお、単行本1巻には、オリジナルストーリー「番外編 花の湯天の川伝説」「スペシャルおまけまんが おっこの一日」が収録されている。
おっこが、作中で2回誕生日を迎えているかのような描写がある。

## 既刊一覧

### 小説
講談社青い鳥文庫 刊
- 若おかみは小学生! 花の湯温泉ストーリー （2003年4月15日） ISBN 4061486136
- 若おかみは小学生! PART2 花の湯温泉ストーリー （2003年11月15日） ISBN 4061486314
- 若おかみは小学生! PART3 花の湯温泉ストーリー （2004年4月15日） ISBN 4061486470
- 若おかみは小学生! PART4 花の湯温泉ストーリー （2004年10月15日） ISBN 4061486640
- 若おかみは小学生! PART5 花の湯温泉ストーリー （2005年3月15日） ISBN 4061486780
- 若おかみは小学生! PART6 花の湯温泉ストーリー （2005年8月16日） ISBN 4061486942
- 若おかみは小学生! PART7 花の湯温泉ストーリー （2006年1月15日） ISBN 4061487116
- 若おかみは小学生! PART8 花の湯温泉ストーリー （2006年7月15日） ISBN 4061487353
- 若おかみは小学生! PART9 花の湯温泉ストーリー （2007年1月15日） ISBN 4061487566
- 若おかみは小学生! PART10 花の湯温泉ストーリー （2007年7月14日） ISBN 4061487736
- 若おかみは小学生! PART11 花の湯温泉ストーリー （2008年1月16日） ISBN 4062850060
- 若おかみは小学生! PART12 花の湯温泉ストーリー （2008年7月16日） ISBN 4062850346
- 若おかみは小学生! PART13 花の湯温泉ストーリー （2009年4月29日） ISBN 4062850915
- 若おかみは小学生!スペシャル おっこのTAIWANおかみ修業! （2009年11月27日） ISBN 4062851237 特別編
- 若おかみは小学生! PART14 花の湯温泉ストーリー （2010年6月25日） ISBN 4062851520
- 若おかみは小学生! PART15 花の湯温泉ストーリー （2011年1月28日） ISBN 4062851911
- 若おかみは小学生! PART16 花の湯温泉ストーリー （2011年7月27日） ISBN 4062852306
- 若おかみは小学生! PART17 花の湯温泉ストーリー （2012年1月13日） ISBN 406285273X
- 若おかみは小学生! PART18 花の湯温泉ストーリー （2012年8月11日） ISBN 4062853035
- 若おかみは小学生! PART19 花の湯温泉ストーリー （2013年3月16日） ISBN 978-4-06-285339-2
- 若おかみは小学生! PART20 花の湯温泉ストーリー （2013年7月15日） ISBN 978-4-06-285363-7
- 若おかみは小学生! スペシャル短編集1 （2014年1月15日） ISBN 978-4-06-285401-6
- 若おかみは小学生! スペシャル短編集2 （2014年9月12日） ISBN 978-4-06-285443-6
- 若おかみは小学生! スペシャル短編集0 （2018年5月10日） ISBN 978-4-06-511748-4
- 若おかみは小学生! スペシャル短編集3 （2020年12月16日） ISBN 978-4-06-521742-9

スペシャル短編集0は、書き下ろしの短編1編に、「おもしろい話が読みたい! (ラブリー編)」および「初恋アニヴァーサリー」に掲載された短編の再録で構成されている。

#### コラボレート小説
講談社青い鳥文庫刊
- おっことチョコの魔界ツアー （青い鳥文庫GO!GO!版：2008年3月15日、新装版[注釈 17]：2013年9月13日）ISBN 978-4-06-285013-1
- 恋のギュービッド大作戦! 「黒魔女さんが通る!!」×「若おかみは小学生!」 （2010年12月4日）ISBN 978-4-06-216616-4
- 魔リンピックでおもてなし 「黒魔女さんが通る!!」×「若おかみは小学生!」 （2015年6月12日）ISBN 978-4-06-285495-5

#### 参加作品
講談社青い鳥文庫スペシャル短編集刊
- おもしろい話が読みたい!（白虎編） （2005年7月15日） ISBN 4062130238
- あなたに贈る物語 （2006年11月22日） ISBN 4-06-213716-X
- 初恋アニヴァーサリー （2008年4月2日） ISBN 4062146339
- おもしろい話が読みたい!（ラブリー編） （2010年7月15日） ISBN 406216292X

Story for you 講談社　単行本　2021年3月25日　ISBN　978-4-06-522796-1
- あしたはあしたで若おかみ

講談社・未来創造社が運営するサイトのtree-novel.com に2020年7月から8月に掲載されたショートショートをまとめたもの。
このなかの1編が、若おかみがリモート宴会を企画する話。

### 漫画
KCデラックス刊
- 若おかみは小学生! 1 （2006年10月6日） ISBN 978-4063722093
- 若おかみは小学生! 2 （2007年7月6日） ISBN 978-4063723144
- 若おかみは小学生! 3 （2008年1月18日） ISBN 978-4063754384
- 若おかみは小学生! 4 （2009年1月13日） ISBN 978-4063756425
- 若おかみは小学生! 5 （2009年11月13日） ISBN 978-4063758375
- 若おかみは小学生! 6 （2010年10月6日） ISBN 978-4063759716
- 若おかみは小学生! 7 （2012年2月6日） ISBN 978-4063761931

## テレビアニメ
2018年4月8日から9月23日にかけて、テレビ東京系列にて15分枠で放送された。全24話。ナレーションは能登麻美子。

### スタッフ
- 原作 - 令丈ヒロ子（講談社青い鳥文庫『若おかみは小学生！』シリーズ）
- エグゼクティブプロデューサー - 紙谷 零、松下卓也、廣部琢之、百武弘二、山田 昇、麻生一宏、小金沢剛康
- プロデューサー - 梅津智史、齋藤雅弘、五味秀晴、湯ノ口智樹、横山和宏、Michele Zee、飯塚彩、石黒達也、豊田智紀、阿部正彦（第13話 - ）
- 監督 - 増原光幸、谷東
- シリーズ構成 - 横手美智子
- キャラクターデザイン - 朝来昭子
- 美術設定 - 矢内京子
- 色彩設計 - 中嶋音夢、堀川佳典
- 美術監督 - 岩瀬栄治
- CG監督 - 設楽友久
- 撮影監督 - 渡辺有正
- オフライン編集 - 木村佳史子
- 音響監督 - 三間雅文
- 音楽 - はまたけし
- 音楽プロデューサー - 田中統英
- 制作プロデューサー - 豊田智紀
- アニメーション制作 - マッドハウス
- 音楽制作・アニメーション制作統括 - DLE
- 製作 - 「若おかみは小学生!」製作委員会（DLE、講談社、テレビ東京、ギャガ、エー・ティー・エックス、ナダ・ホールディングス、日本アドシステムズ、マッドハウス、イオンエンターテイメント）

### 主題歌
「君のステージへ」（第1話 - 第12話）
作詞・作曲・編曲 - kira / 歌 - 水谷果穂
「NEW DAY」（第13話 - 第23話）
作詞・作曲・歌 - 藤原さくら / 編曲 - mabauna
エンディングテーマとして使用。

### 各話リスト
| 放送日        | 話数   | サブタイトル                 | 脚本       | 絵コンテ     | 演出              | 作画監督                                       |
| ------------- | ------ | ---------------------------- | ---------- | ------------ | ----------------- | ---------------------------------------------- |
| 2018年 4月8日 | 第1話  | なんでわたしが若おかみ!?     | 横手美智子 | 増原光幸     | 澤井幸次          | 朝来昭子 辻繁人                                |
| 4月15日       | 第2話  | ピンふり注意で若おかみ！     | 横手美智子 | 増原光幸     | 澤井幸次          | 朝来昭子 辻繁人                                |
| 4月22日       | 第3話  | 失敗ばかりで若おかみ！       | 横手美智子 | 谷東         | 日下直義          | 野本正幸                                       |
| 4月29日       | 第4話  | 菓子コンテストに若おかみ！   | 横手美智子 | 谷東         | 日下直義          | 野本正幸                                       |
| 5月6日        | 第5話  | 雑誌の取材で若おかみ！       | 横手美智子 | 澤井幸次     | 澤井幸次          | 阿部純子                                       |
| 5月13日       | 第6話  | ユーレイ見つけた！若おかみ!! | 横手美智子 | 澤井幸次     | 澤井幸次          | 阿部純子                                       |
| 5月20日       | 第7話  | お客様も若おかみ!?           | 横手美智子 | 松村政輝     | 松村政輝          | 長澤礼子                                       |
| 5月27日       | 第8話  | イケメンだよ！若おかみ       | 國澤真理子 | 松村政輝     | 松村政輝          | 長澤礼子                                       |
| 6月10日       | 第9話  | 作戦開始の若おかみ！         | 國澤真理子 | どじゃがげん | 日下直義          | 野本正幸                                       |
| 6月17日       | 第10話 | ふたりは親友!?若おかみ       | 國澤真理子 | どじゃがげん | 日下直義          | 野本正幸                                       |
| 6月24日       | 第11話 | 霊感師だって、若おかみ！     | 平見瞠     | 松村政輝     | 松村政輝          | 野田友美 長澤礼子 朝来昭子                     |
| 7月1日        | 第12話 | さよならユーレイ!?若おかみ   | 平見瞠     | 松村政輝     | 松村政輝          | 長澤礼子                                       |
| 7月8日        | 第13話 | 台湾旅行へ若おかみ！         | 横手美智子 | 澤井幸次     | 澤井幸次          | 阿部純子                                       |
| 7月15日       | 第14話 | 台湾旅行で若おかみ！         | 横手美智子 | 澤井幸次     | 澤井幸次          | 阿部純子                                       |
| 7月22日       | 第15話 | わがまま女優と若おかみ!!     | 國澤真理子 | 増原光幸     | 松村政輝          | 佐藤準也 奥田哲平 川田剛                       |
| 7月29日       | 第16話 | 涙の理由と若おかみ！         | 國澤真理子 | 増原光幸     | 松村政輝 増原光幸 | 阿部純子 安達祐輔 川田剛                       |
| 8月5日        | 第17話 | そっくり！びっくり！若おかみ | 平見瞠     | 川口敬一郎   | 村山靖            | 小林ゆかり 安斎佳恵 川口弘明                   |
| 8月12日       | 第18話 | まさかのスランプ!?若おかみ！ | 平見瞠     | 川口敬一郎   | 村山靖            | 小林ゆかり 安斎佳恵 川口弘明                   |
| 8月19日       | 第19話 | 恋の予感!?若おかみ！         | 平見瞠     | 澤井幸次     | 澤井幸次          | 阿部純子                                       |
| 8月26日       | 第20話 | ホントの気持ちと若おかみ！   | 平見瞠     | 澤井幸次     | 澤井幸次          | 阿部純子                                       |
| 9月2日        | 第21話 | おばけ旅館で若おかみ！       | 横手美智子 | 松村政輝     | 松村政輝          | 野田友美                                       |
| 9月9日        | 第22話 | どケチ修業で若おかみ！       | 横手美智子 | 松村政輝     | 松村政輝          | 長澤礼子                                       |
| 9月16日       | 第23話 | 絶体絶命!!若おかみ！         | 横手美智子 | 増原光幸     | 増原光幸          | 長澤礼子 野田友美 朝来昭子                     |
| 9月23日       | 第24話 | やっぱりおっこは若おかみ！   | 横手美智子 | 増原光幸     | 増原光幸          | 朝来昭子 早瀬真紀子 長澤礼子 阿部純子 野田友美 |

### 放送局
| 放送期間                                    | 放送時間           | 放送局         | 対象地域       | 備考                                                                      |
| ------------------------------------------- | ------------------ | -------------- | -------------- | ------------------------------------------------------------------------- |
| 2018年4月8日 - 9月23日                      | 日曜 7:14 - 7:30   | テレビ東京     | 関東広域圏     | 製作参加                                                                  |
|                                             |                    | テレビ北海道   | 北海道         |                                                                           |
|                                             |                    | テレビ愛知     | 愛知県         |                                                                           |
|                                             |                    | テレビ大阪     | 大阪府         |                                                                           |
|                                             |                    | テレビせとうち | 岡山県・香川県 |                                                                           |
|                                             |                    | TVQ九州放送    | 福岡県         |                                                                           |
| 2018年5月22日 - 9月25日                     | 火曜 21:00 - 21:15 | AT-X           | 日本全域       | 製作参加 / CS放送 / リピート放送あり 第10話まで21:00 - 21:30に2話連続放送 |
| テレビ東京系列の地上波6局のみ字幕放送対応。 |                    |                |                |                                                                           |

| 配信期間                | 配信時間  | 配信サイト |
| ----------------------- | --------- | --- |
| 2018年4月9日 - 9月24日  | 月曜 更新 | あにてれ dTV |
| 2018年4月15日 - 9月30日 | 日曜 更新 | 青山シアター アクトビラ アニメ放題 Amazonビデオ / Amazonプライム・ビデオ GYAO!ストア TSUTAYA TV DMM.com ニコニコチャンネル HAPPY!動画 U-NEXT ビデオマーケット Rakuten TV |
| 2018年5月6日 - 10月13日 |           | バンダイチャンネル |

### DVD / BD
DVD
| 巻 | 発売日         | 収録話          | 規格品番  |
| -- | -------------- | --------------- | --------- |
| 1  | 2018年7月25日  | 第1話 - 第6話   | GADS-1768 |
| 2  | 2018年8月25日  | 第7話 - 第12話  | GADS-1769 |
| 3  | 2018年9月25日  | 第13話 - 第18話 | GADS-1770 |
| 4  | 2018年10月26日 | 第19話 - 第24話 | GADS-1771 |

※ Blu-ray Disc（BD）ソフトについては、GAGAオンラインストアにおいて事前予約限定で販売された「劇場版Blu-rayコンプリート・エディション」（規格品版　GABS-1961）の特典としてディスク2枚（各盤12話づつ）組で同梱された。なお当初は一定数（非公表）の予約数に達しないと「コンプリート・エディション」自体が発売されないとされたが、無事その数をクリアし、2019年2月末まで予約を受け付けた後、2019年4月上旬に発送。
| テレビ東京 日曜 7:14 - 7:30枠 | テレビ東京 日曜 7:14 - 7:30枠                         | テレビ東京 日曜 7:14 - 7:30枠    |
| 前番組 | 番組名                                                | 次番組                           |
| --- | ----------------------------------------------------- | -------------------------------- |
| レゴ ニンジャゴー 秘められた王族編 【ここまで『レゴタイム』且つローカルセールス枠】 【2018年4月以降はコロコロチャンネルのみの配信に移行】 ※7:00 - 7:30 | 若おかみは小学生！ 【ここからネットワークセールス枠】 | FAIRY TAIL（第3期） ※7:00 - 7:30 |

## 劇場アニメ
2018年9月21日に劇場版が公開された。テレビアニメと同名タイトルのうえ、放送中の上映開始ではあるが、テレビアニメとは繋がりのない一作完結の独立したアニメ映画となっている。